# Paulinum (Universität Leipzig)

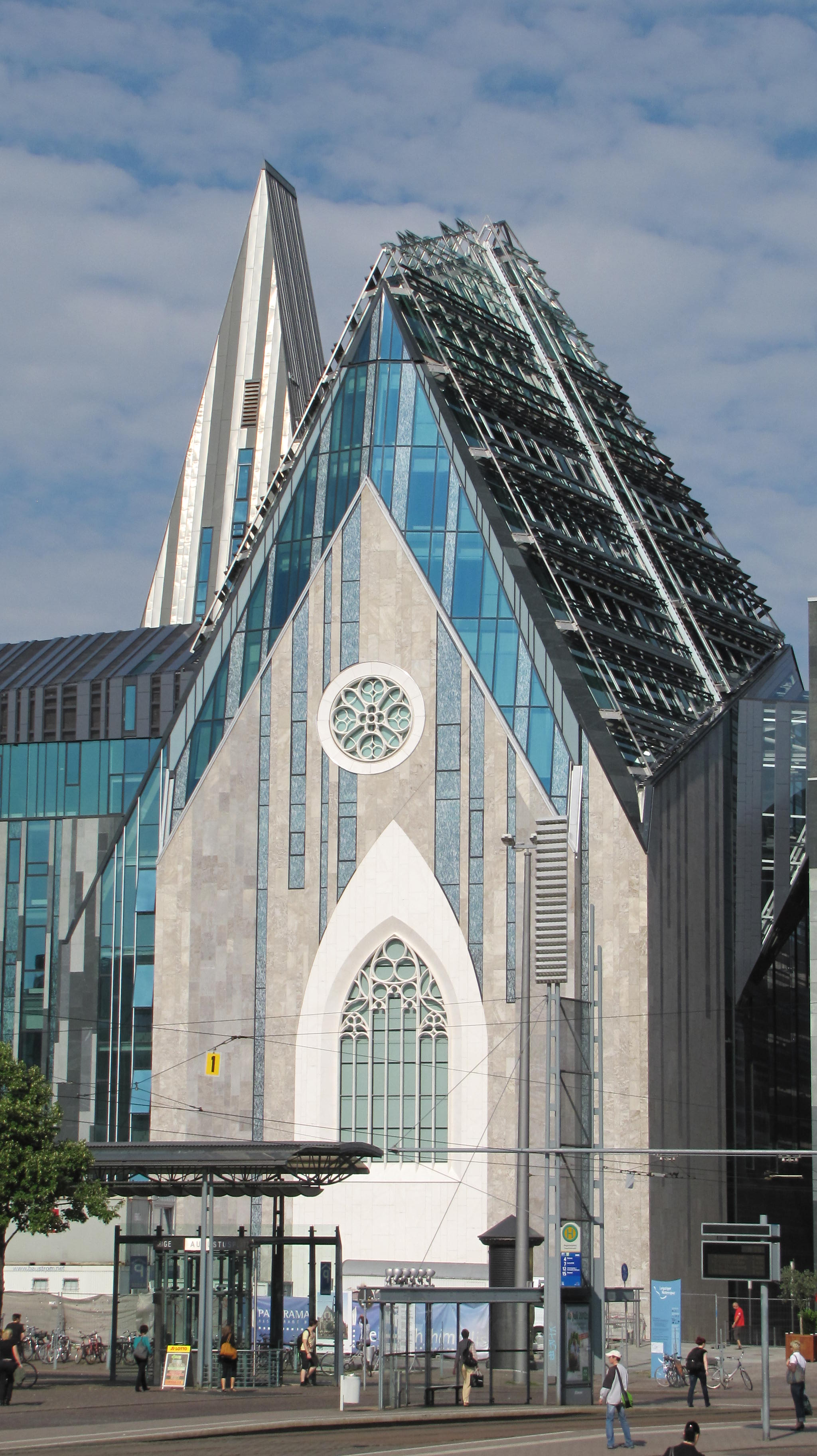
Das Paulinum – Aula und Universitätskirche St. Pauli im Juli 2012

Das Paulinum – Aula und Universitätskirche St. Pauli ist ein Gebäude der Universität Leipzig am Augustusplatz. Das Gebäude entstand zwischen 2007 und 2017 nach Plänen des niederländischen Architekten Erick van Egeraat an der Stelle, an der am 30. Mai 1968 die Paulinerkirche gesprengt wurde. Das Paulinum als universitätseigenes Gebäude vereinigt unter seinem Dach sowohl wissenschaftliche Institute als auch die Universitätskirche. Von dieser kann die Aula durch einen transparenten Raumteiler (Glaswand) abgetrennt werden.
Die Fertigstellung des Gebäudes war ursprünglich für das Jubiläumsjahr der Universität 2009 geplant, bis dahin aber nur zum Teil realisiert. Zur 600-Jahr-Feier im Dezember 2009 war letztlich nur der Rohbau zugänglich. Bis zum Bauabschluss 2017 stiegen die Kosten für den Neubau auf insgesamt 117 Millionen Euro und haben sich damit im Vergleich zur ursprünglichen Planung verdoppelt. Das angrenzende Augusteum ist seit Sommersemester 2012 in Benutzung. Die offizielle Einweihung des Paulinums fand in einem dreitägigen Festakt vom 1. bis 3. Dezember 2017 anlässlich des 608. Jubiläums der Universität Leipzig statt.

## Geschichte

### Paulinerkirche und Paulinum bis 1830

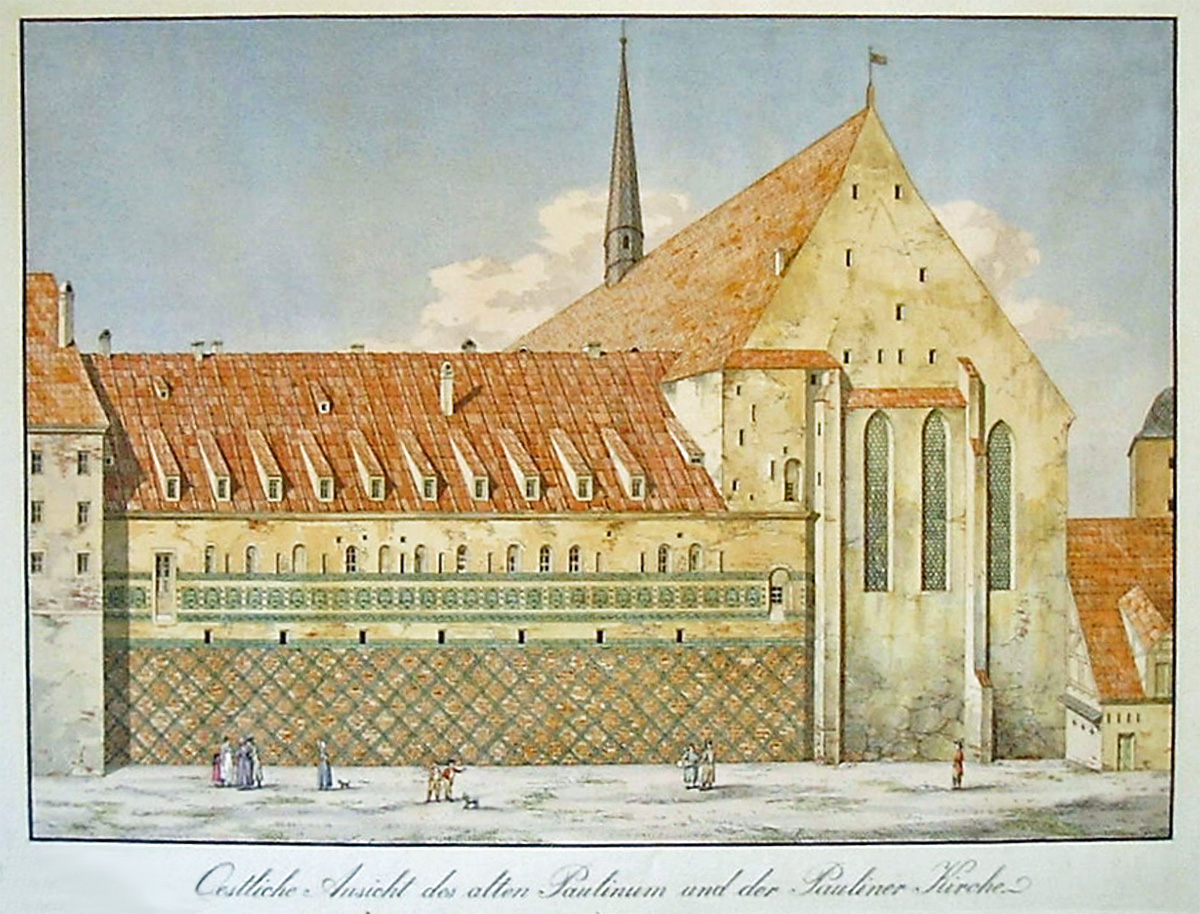
Paulinerkirche und Collegium Paulinum vor 1830

An dem Platz des heutigen Paulinums standen im 13. Jahrhundert die Klostergebäude des Dominikanerklosters St. Pauli, welche am Beginn des 13. Jahrhunderts erbaut worden waren. Die Klosterkirche wurde 1240 geweiht. Einzelne Gebäude wurden im 15. Jahrhundert ersetzt. Die Paulinerkirche diente zu dieser Zeit der Universität Leipzig als Auditorium maximum, Promotionsort, als Ort für Gottesdienste und Begräbnisstätte für Universitätsprofessoren.
Das nach der Reformation säkularisierte Kloster einschließlich der dreischiffigen gotischen Kirche St. Pauli wurde 1543 der Universität als Eigentum übertragen und durch diese als Collegium Paulinum genutzt. Nach einem Umbau zog 1546 auch die medizinische Fakultät ins Paulinum. 1704 wurde im Paulinum ein Anatomisches Theater eröffnet.

### Paulinum und Paulinerkirche von 1830 bis 1968

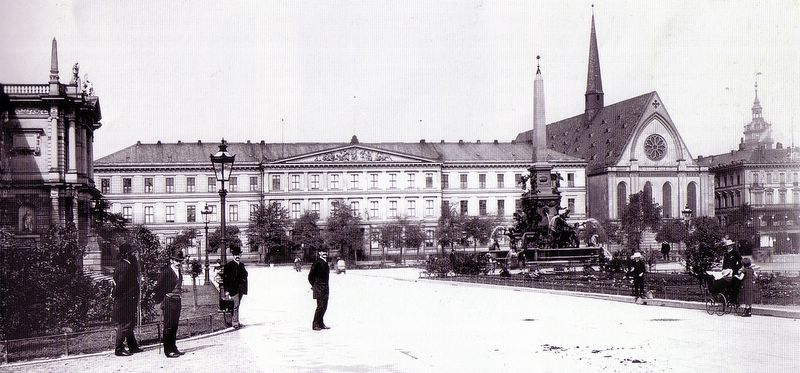
Paulinerkirche und Augusteum um 1890

1830 wurde das an die Paulinerkirche anschließende Gebäude abgerissen und 1833 bis 1836 durch ein repräsentatives, mit der Front zum Augustusplatz gerichtetes neues Hauptgebäude der Universität, das Augusteum einschließlich einer Aula, nach Plänen von Albert Geutebrück (1801–1868) ersetzt. Der Name Paulinum hielt sich für ein Gebäude im Hof des Paulinerareals als Mittelpaulinum und das Gebäude längs der Universitätsstraße, das Vorderpaulinum hieß.
Ende des 19. Jahrhunderts wurde das gesamte Universitätsgelände durch Arwed Roßbach (1844–1902) grundlegend umgestaltet. Das mit einer neuen Fassade versehene Augusteum wurde um einen Mittel-, einen Süd- und einen Westflügel erweitert. Der Westflügel an der Universitätsstraße erhielt nun den Namen Paulinum. Alle alten Kollegienbauten wurden abgerissen. Erhalten blieb lediglich das an die Grimmaische Straße angrenzende Fürstenhaus (erbaut um 1560).
Alle Universitätsgebäude außer der Paulinerkirche wurden bei Bombenangriffen 1943 schwer beschädigt, nach dem Krieg zum Teil aber wieder nutzbar gemacht. Laut einem Politbürobeschluss von 1959 sollten das Augusteum wieder aufgebaut, die Universitätskirche St. Pauli nach Westen versetzt und vor ihren Ostgiebel ein Neubau für die Universität errichtet werden. Auch die Bezirksleitung Leipzig der SED forderte den Wiederaufbau des Augusteums. Die Universität verlangte vehement größere Neubauten, jedoch nicht die Beseitigung der Unikirche. Nachdem der Plan, die Unikirche nach Westen zu verrollen, sich als undurchführbar zeigte und die Errichtung der dringend benötigten Neubauten dadurch gefährdet war, begann die Stadt mit Planungen der Universitätsgebäude ohne die Altbausubstanz. Am 23. Mai 1968 beschloss sie eine grundsätzliche Neubebauung der Westseite des Karl-Marx-Platzes mit sozialistischem Gepräge.
Die im Zweiten Weltkrieg nahezu unbeschädigt gebliebene Universitätskirche wurde aus politischen Gründen nach der teilweisen Sicherung des Inventars nur eine Woche nach dem Stadtbeschluss, am 30. Mai 1968, gesprengt, kurz darauf auch die verbliebenen weiteren Bauten.

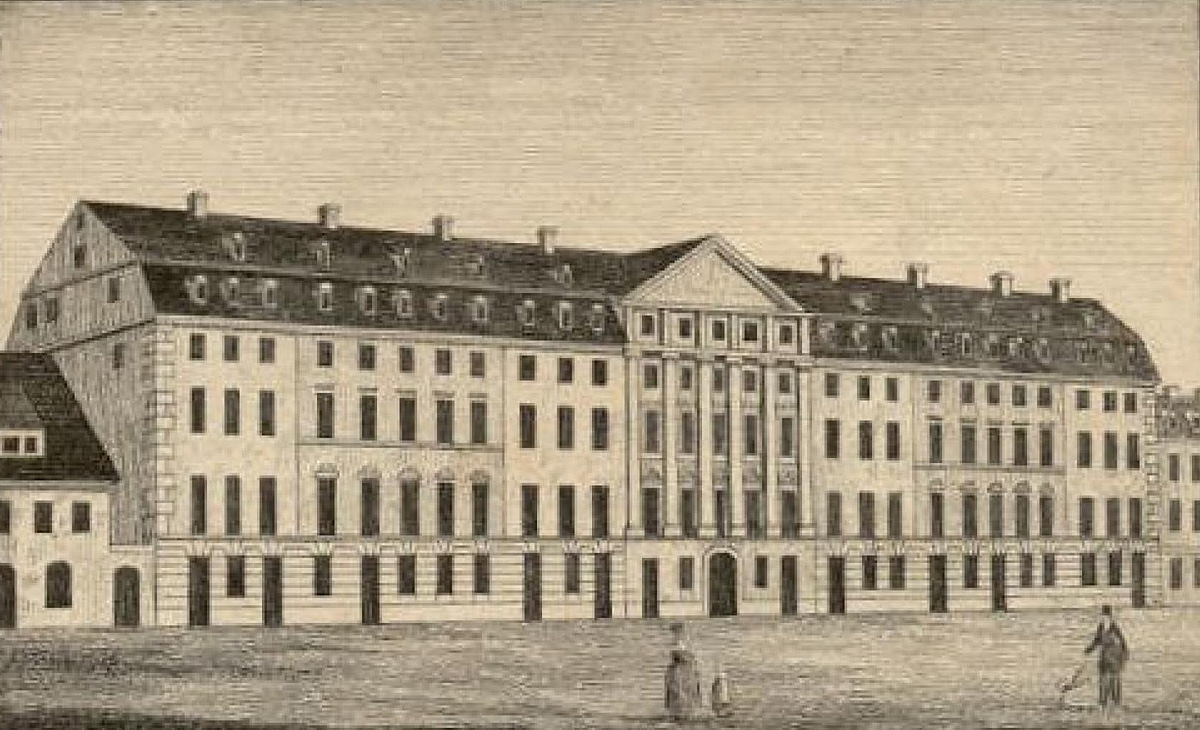
Das alte Paulinum (Vorderpaulinum) in der Universitätsstraße (um 1830)
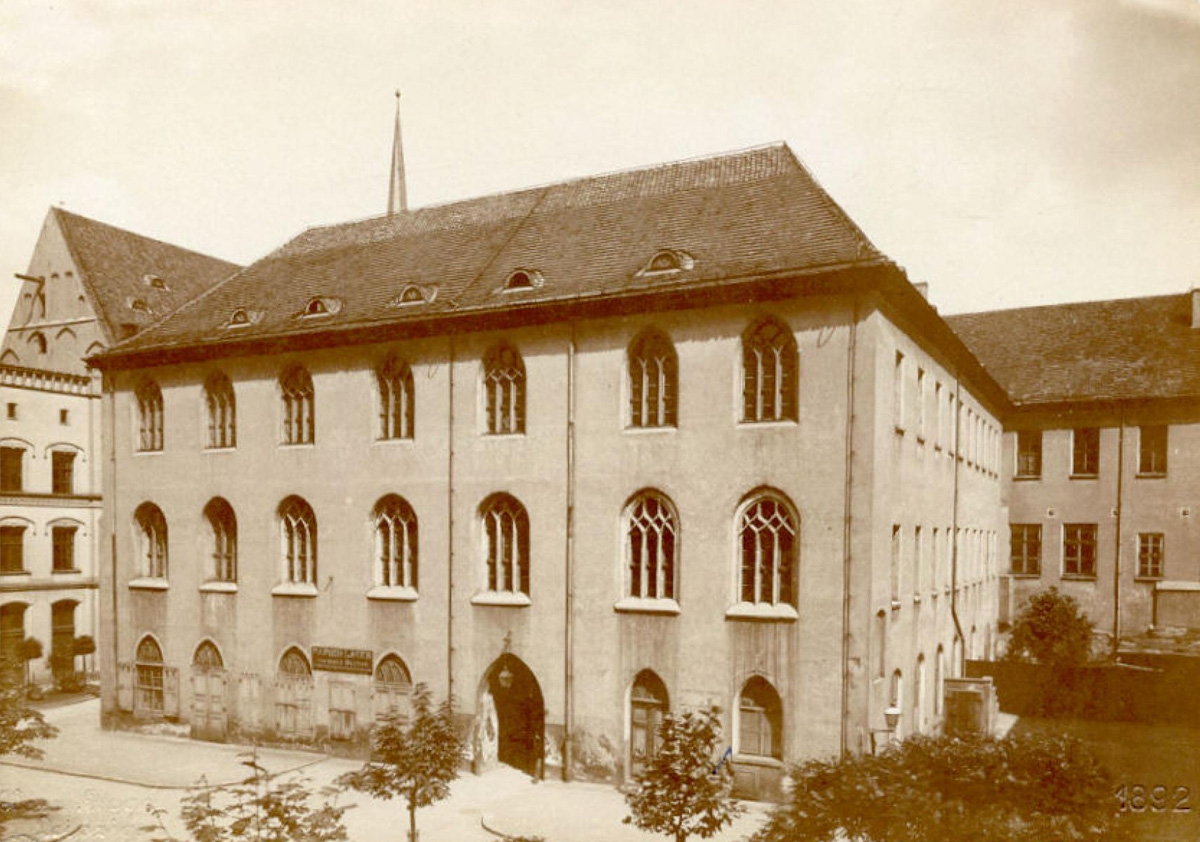
Die Bibliothek (Mittelpaulinum) im Hof des alten Paulinum (um 1890)
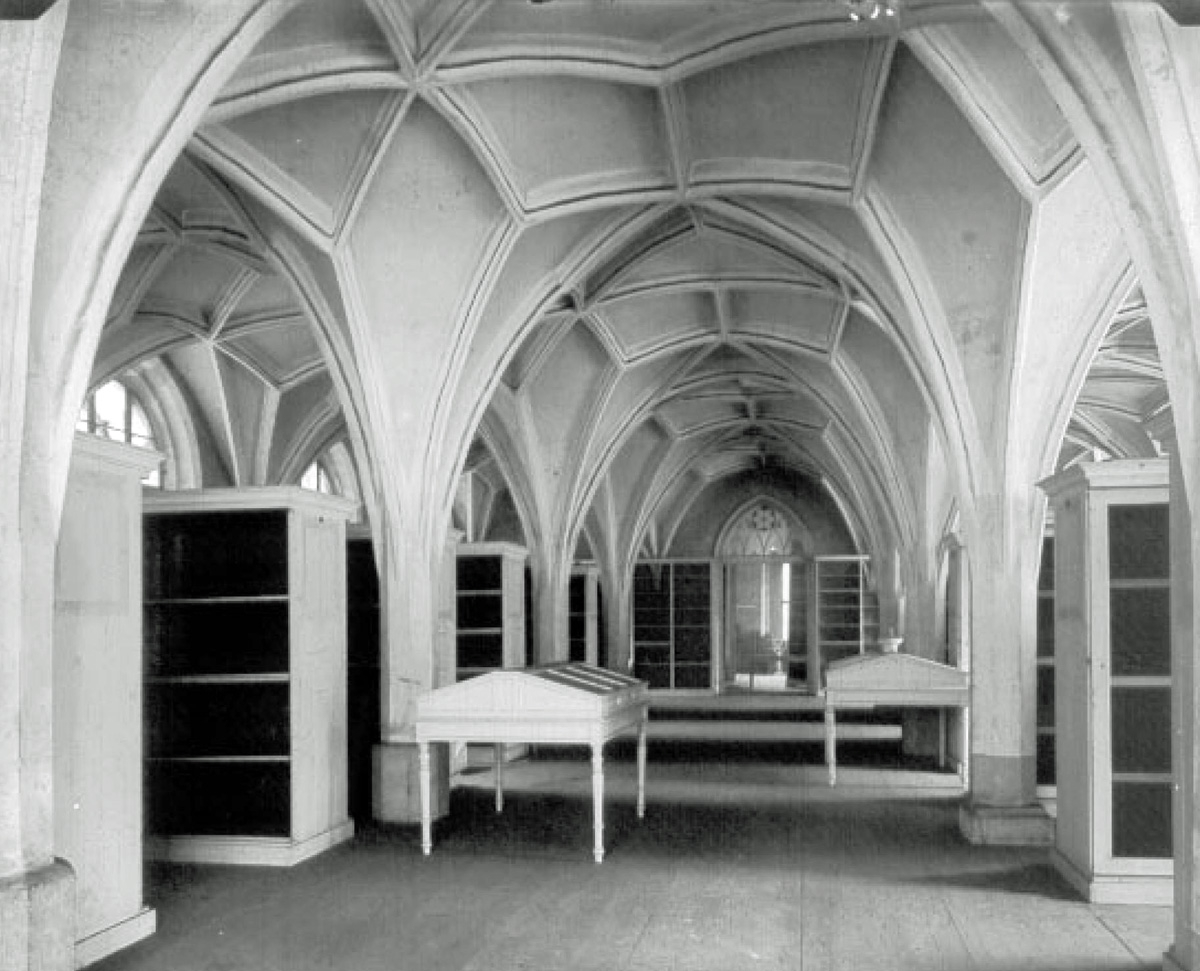
Inneres der Bibliothek im Mittelpaulinum vor seinem Abriss (um 1890)

### Hauptgebäude der Karl-Marx-Universität
An der Stelle der Kirche und auf der Fläche des Augusteums entstand das Hauptgebäude des sozialistischen Baus der Karl-Marx-Universität Leipzig mit dem wuchtigen Bronzerelief „Aufbruch“, das sich genau an der Stelle des Giebels der gesprengten Paulinerkirche befand.
Zur Erinnerung an die Zerstörung der Paulinerkirche brachte der Künstler Axel Guhlmann 1998 an der Wand des Universitäts-Hauptgebäudes die „Installation Paulinerkirche“ an, eine 34 Meter hohe Stahlkonstruktion, die den Kirchengiebel in Originalgröße nachzeichnete.

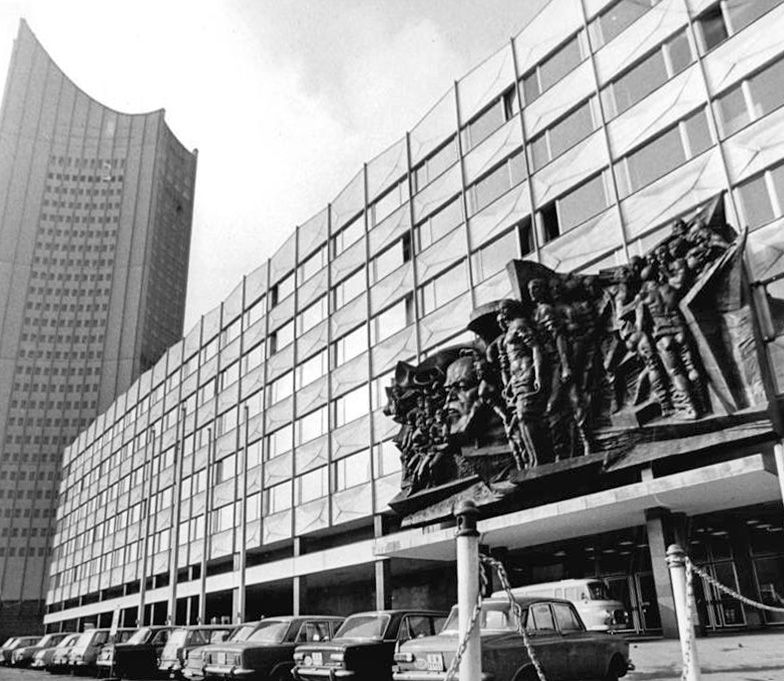
Das 2007 abgerissene Hauptgebäude der ehemaligen Karl-Marx-Universität (1975)
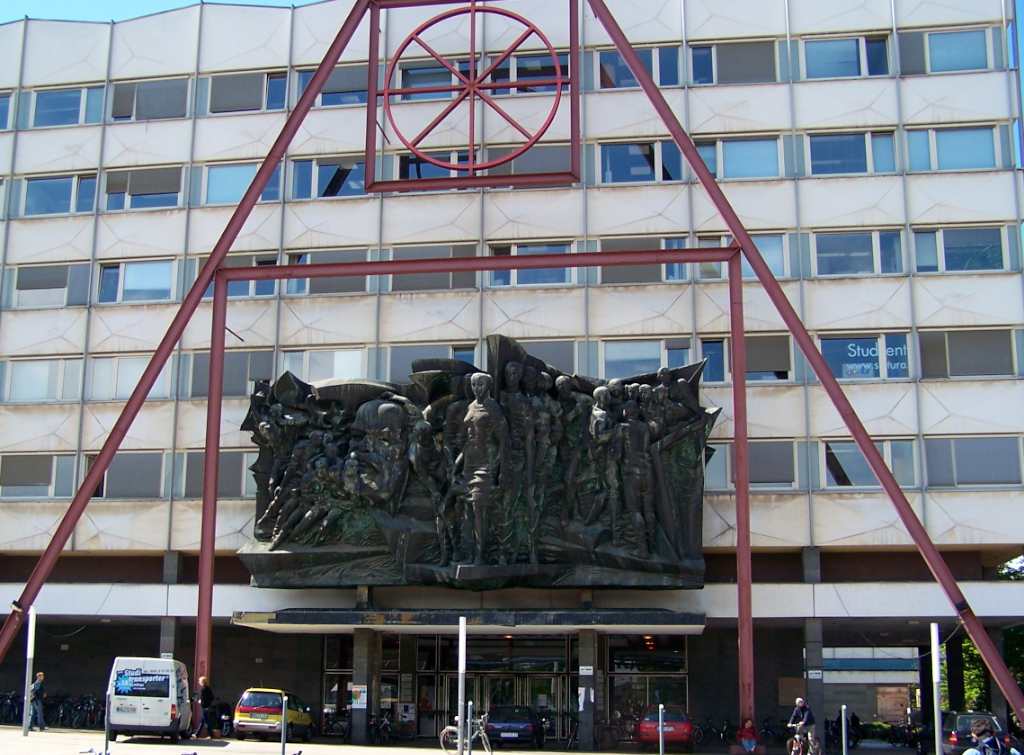
„Installation Paulinerkirche“ vor dem Universitätsgebäude (2006)

### Planung, Neubau und Namensstreit
Im Februar 2000 beschloss nach entsprechender Diskussion das Konzil der Universität Thesen zur „zukünftigen Funktion und baulichen Gestaltung des Universitätshauptgebäudes am Leipziger Augustusplatz“, wonach  bis zum 600-jährigen Jubiläum der Universität im Jahr 2009  der alte und zusehends marode werdende DDR-Universitätskomplex einem modernen, zukunftsorientierten Universitätscampus weichen sollte. August 2001 wurde vom Freistaat Sachsen ein EU-weiter Architekturwettbewerb in zwei Phasen zur Neu- und Umgestaltung des Universitätskomplexes unter Ausschluss des Wiederaufbaus der Universitätskirche ausgeschrieben. Sieger wurde im Mai 2002 mit dem zweiten Platz das Münsteraner Architekturbüro  behet + bondzio, ein erster Platz wurde nicht vergeben.

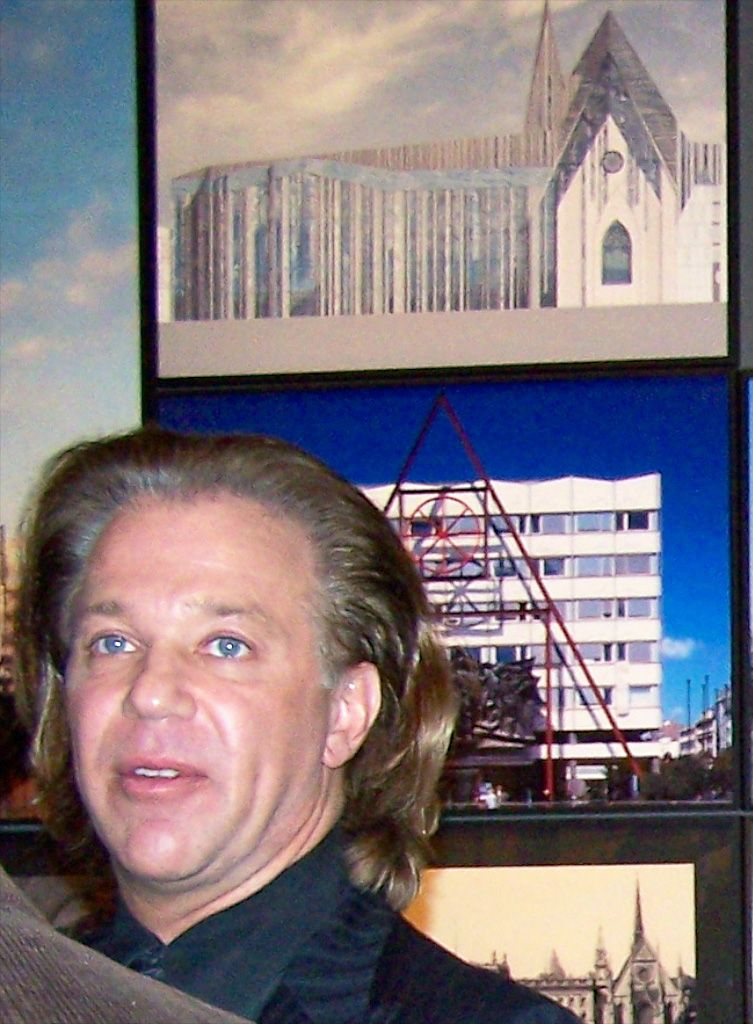
Erick van Egeraat 2007 in Leipzig

Unzufriedenheit mit dem behet + bondzio-Entwurf und die Forderung nach dem Wiederaufbau der Universitätskirche, die insbesondere von dem bereits 1992 mit dieser Forderung gegründeten Paulinerverein e. V. vorgetragen wurde, führten zu einer öffentlichen Diskussion, in deren Ergebnis die Sächsische Staatsregierung im Januar 2003 beschloss, den Wiederaufbau zu fördern. Aus Protest dagegen trat am 30. Januar 2003 der Rektor der Universität Volker Bigl (1942–2005) von seinem Amt zurück. Das anschließende Qualifizierungsverfahren des Architektenwettbewerbs gewann am 24. März 2004 das Rotterdamer Architektenbüro  Erick van Egeraat associated architects (EEA).
2007 begann der Abriss des alten Universitätskomplexes, und bereits am  21. Oktober 2008 konnte Richtfest für das Paulinum gefeiert werden.  Am 6. Dezember 2009 fand der erste Gottesdienst in dem völlig überfüllten Rohbau statt. Am Reformationstag  2010 und am 5. Dezember 2010 fanden weitere Gottesdienste mit nunmehr reduzierter Personenzahl statt.
Der Egeraatsche Entwurf enthielt neben Fakultätsarbeitsräumen einen in einem gotisch anmutenden Stil gestalteten hallenartigen Raum, dessen größerer Teil (550 Sitzplätze) als Universitätsaula für weltliche Veranstaltungen genutzt werden sollte, und einen kleineren kirchlichen Andachtsraum (130 Sitzplätze), wobei eine gemeinsame Nutzung beider Teile möglich sein sollte (zum Beispiel für Universitätsgottesdienste). Allerdings sollte aus klimatechnischen Gründen auf Vorschlag der Universität zwischen beiden eine im ursprünglichen Konzept nicht vorgesehene zu öffnende Glaswand errichtet werden. An dieser Glaswand und an der Frage nach der Priorität – ob nun primär Aula oder Kirche und der damit verbundenen Problematik der Namensgebung und der Nutzungshoheit – entzündete sich heftiger öffentlicher Streit. Unter der Vermittlung von Generalbundesanwältin Monika Harms (* 1946) beschlossen im Dezember 2008 Vertreter der Universität Leipzig, des Freistaates Sachsen, der evangelischen Landeskirche sowie der Stadt Leipzig den sogenannten „Harms-Kompromiss“. Dieser sieht vor, dass das Gebäude den Namen Paulinum – Aula und Universitätskirche St. Pauli tragen soll. Der Kompromiss bestätigt die in der Bauplanung vorgesehene multifunktionale Nutzung als Aula, Andachtsraum und fakultäre Arbeitsräume und bekräftigt, dass die Entscheidungskompetenz in allen Fragen rechtlich dem Bauherrn im Einvernehmen mit der Universität zukommt. Noch nicht entschieden (Februar 2018) ist der Verbleib der restaurierten barocken Kanzel der alten Universitätskirche, die sich zurzeit im Musikinstrumentenmuseum der Universität befindet. Fachleute sind aus klimatechnischen Gründen gegen die Anbringung im Aulabereich, wofür aber kirchliche Kreise stimmen, und wollen weitere Untersuchungen. Weltlich Eingestellte wollen die Aula von christlichen Symbolen frei halten. Dazu gehört neben der Universitätsleitung auch die 2008 gegründete Bürgerinitiative „Für eine weltoffene, weltliche und autonome Universität Leipzig“.
Durch zwischenzeitliche Insolvenz des Architekturbüros, verschiedene Abstimmungsschwierigkeiten und insbesondere Probleme bei der Herstellung der Glassäulen, verschob sich die anfangs für 2009 vorgesehene Fertigstellung Jahr um Jahr.
Mit einer Reihe von Veranstaltungen wurde das Paulinum schließlich am ersten Dezemberwochenende 2017 eingeweiht. Dazu zählten der Akademische Festakt am 1. Dezember, ein „Bürgertag“ am 2. Dezember und der Einweihungsgottesdienst am 3. Dezember (1. Advent).

## Architektur
Das Gebäude des Paulinums erhebt sich in etwa an der gleichen Stelle wie die frühere Paulinerkirche auf einer Grundfläche vom etwa 63 m × 21 m. Es schließt sich am Augustusplatz unmittelbar an das links benachbarte Augusteum an, während nach rechts zum Nachfolgebau von Café Felsche im Gegensatz zu früher ein Durchgang offen ist, der von einem Verbindungsgang überspannt wird.

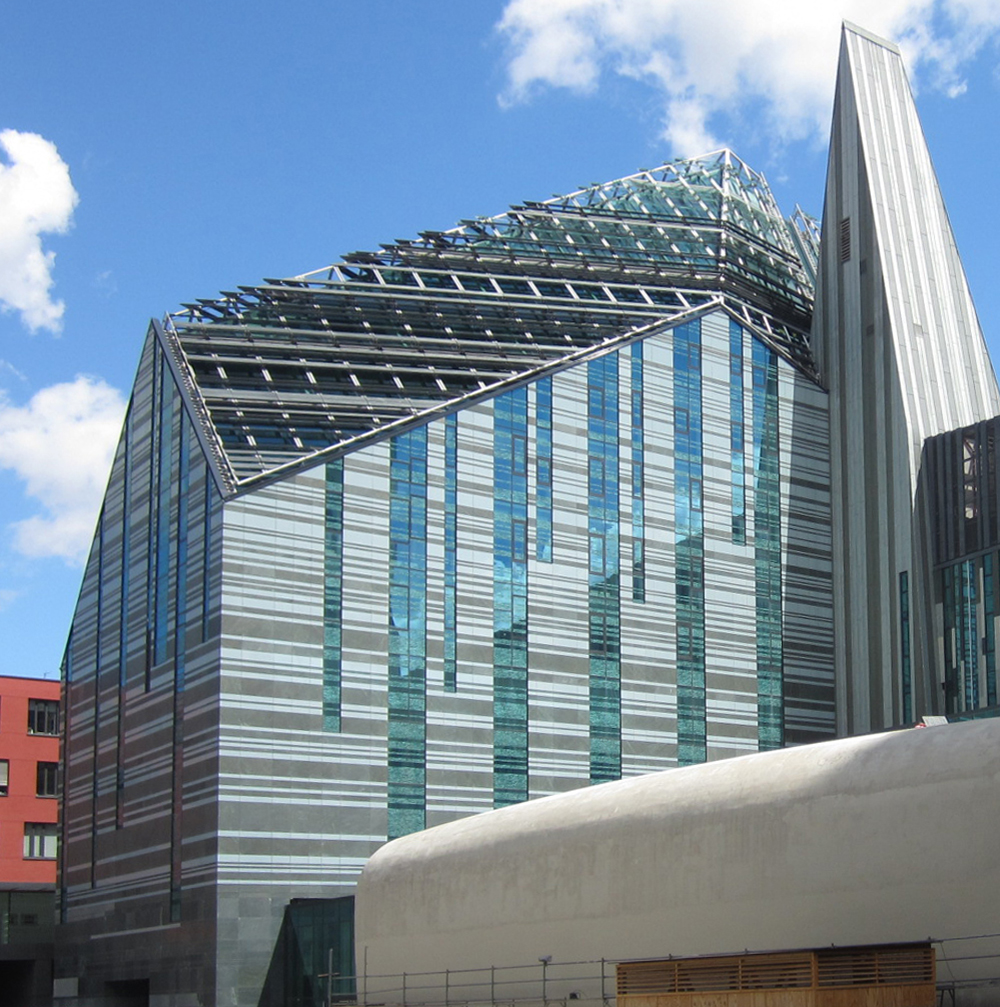
Rückseite des Paulinums mit Dach und Glockenturm (2012)

Die Giebelfassade des Paulinums passt sich zunächst den Nachbarbauten mit ihren vertikalen Fensterbändern und deren Farbgebung an und wird damit deutlich Teil der Gesamtfassade. Sie hebt sich aber zugleich unübersehbar gegenüber den Nachbarbauten ab. Das Paulinum ist höher als diese, und durch das steil zulaufende Spitzdach (63 Grad Neigung) entsteht ein Giebel, der an jenen neugotischen Roßbach-Giebel der gesprengten Kirche erinnert. Der in den Steinpartien verwendete hellere Kalkstein ist eine weitere Unterscheidung zu den Nachbarn. Und schließlich kommen noch kirchenspezifische Elemente in Form eines gotischen Spitzbogenfensters und einer Fensterrosette hinzu, beide von sehr hellem Stein eingefasst. Sie sind nicht genau übereinander und außerdem außermittig angeordnet. Dadurch soll eine Kippung nach links angedeutet werden, die Richtung, in welche die Paulinerkirche bei ihrer Sprengung 1968 gefallen ist. Die Seitenwände und die hintere Giebelwand weisen in ihren Steinteilen eine horizontale Streifenmusterung auf, unterbrochen von senkrechten Glasstreifen.

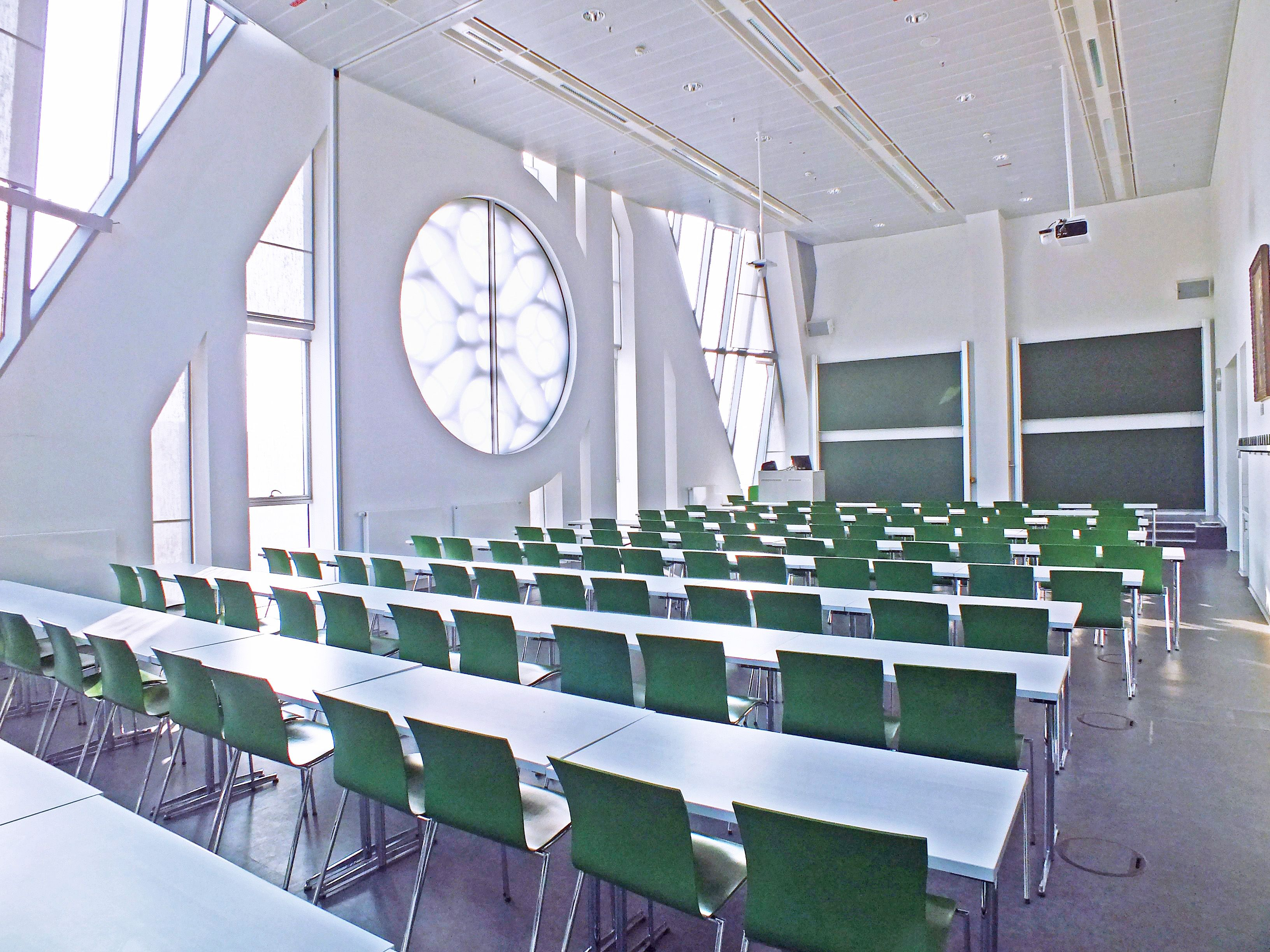
Hörsaal des Mathematischen Instituts der Universität Leipzig hinter der zum Augustusplatz gerichteten gotischen Rosette

Das Dach des Paulinums ist eine Konstruktion aus Stahl und Glas. Der Dachfirst steigt zunächst an, um dann nach der Rückseite wieder abzufallen. Durch die weitere unregelmäßige Begrenzung und den schrägen Verlauf entstehen keinerlei rechte Winkel. Ein Stahlskelett trägt die Zweischeiben-Sonnenschutz-Mehrscheiben-Isolierverglasung. Automatisch arbeitende, innen angebrachte Rollblenden sorgen für Blend- und Sonnenschutz. Eine außen aufgeschweißte, vorgehängte Konstruktion trägt die Laufstege zur Reinigung der Glasflächen und die Natursteinplatten zur Beschattung des Daches. Dadurch vermittelt das Dach einen sehr technischen Eindruck.
An das Paulinum anschließend, aber auf dem Augusteum aufsitzend, erhebt sich der spitze Glockenturm. Er ist mit senkrechten Metallbekleidungen versehen und passt sich so der übrigen Fassade an. Er kann, obwohl an anderer Stelle positioniert, als Reminiszenz an den Turm von Roßbach angesehen werden. In seinem unteren Teil nimmt er die Fahrstühle auf, oben enthält er die Glocke der gesprengten Kirche.
In diese äußere Hülle sind Funktionseinheiten eingebaut. Im Dachgeschoss befinden sich über sechs Etagen verteilt Arbeitsräume der Fakultät für Mathematik und Informatik, zum Beispiel hinter der zum Augustusplatz gerichteten gotischen Rosette ein Hörsaal mit 72 Plätzen.
Im Tiefgeschoss, auf etwa der Höhe der früheren Kirchengruft, wurde eine große Fahrradgarage errichtet, in die an der Nordseite eingefahren werden kann. Die Einstellschienen in zwei Ebenen können nahezu 1100 Fahrräder aufnehmen.
In den Erdgeschossbereich sind die Aula und der Andachtsraum mit eigenen Begrenzungswänden innerhalb der Außenwände eingefügt. Beide Teile sind in Weiß gehalten. Ein imitiertes Kreuzrippengewölbe, gotische Scheinfenster in den Begrenzungswänden und hinter dem Altar sowie 16 beleuchtete Glassäulen, sechs davon im Aulabereich hängend, sollen den Eindruck eines gotischen Raumes vermitteln und an die alte Kirche erinnern. Aus klimatechnischen Gründen – die Aula ist nur zu Veranstaltungen beheizt und belüftet – sind Aula und Andachtsraum durch eine 16 Meter hohe bewegliche Glaswand getrennt, die zu Gottesdiensten geöffnet wird. Durch eingehängte Längswände im Andachtsraum zur Anbringung der Epitaphien (s. u.) entsteht um den Altar der Eindruck eines Chores. Auf der hinteren, westlichen Seite der Aula befindet sich die Orgelempore.

## Ausstattung der Universitätskirche St. Pauli

### Pauliner-Altar
Der Pauliner-Altar (benannt nach seiner Aufstellung in der Paulinerkirche, seltener auch Paulus-Altar) ist ein spätgotischer Flügelaltar, der zweimal wandelbar ist. Wahrscheinlich handelt es sich um ein Werk eines südthüringischen oder nordfränkischen Meisters um 1500. Er wurde kurz vor der Sprengung der Paulinerkirche gerettet und war nach der Restaurierung, die durch die Deutsche Stiftung Denkmalschutz gefördert wurde, von 1993 bis 2014 als Hauptaltar in der Thomaskirche aufgestellt.
Am 2. Dezember 2014 fand in der Universitätskirche St. Pauli im Paulinum die Grundsteinlegung für den Pauliner-Altar vor dem bereits aufgestellten Retabel statt. Darüber befindet sich heute der Altartisch.
Der geschlossene Schrein zeigt zwei Gemälde aus der Pauluslegende: rechts der lehrende Apostel Paulus und links sein Martyrium. In der ersten Wandlung (Passionsseite) stellen acht Tafelbilder die Leidensgeschichte Christi dar. Die zweite Wandlung (Festtagsseite) zeigt in der Mitte den Apostel Paulus mit seinen Attributen Schwert und Buch. Er wird flankiert von acht Reliefs eines Jesus-Maria-Zyklus.
Die Passionsseite zeigt im Einzelnen
- in der oberen Reihe (von links nach rechts)
  - Gebet Christi im Garten Gethsemane (Mt 26,37–44 EU)
  - Gefangennahme Christi (Mt 26,47–50 EU)
  - Geißelung Christi (Mt 27,26 EU)
  - Dornenkrönung Christi (Mt 27,28–29 EU)
- in der unteren Reihe
  - Handwaschung Pilati (Mt 37,32 EU)
  - Kreuztragung Christi (Mt 26,47–50 EU)
  - Kreuzigung Christi (Joh 25–30 EU)
  - Grablegung Christi (Mt 27,57–60 EU)

Die Reliefs der Festtagsseite zeigen
- in der oberen Reihe
  - Marias erster Tempelgang
  - Verkündigung an Maria (Lk 1,26–28 EU)
  - Der zwölfjährige Jesus im Tempel (Lk 2,41–52 EU)
  - Auferstehung Jesu (Mt 28,2–4 EU)
- in der unteren Reihe
  - Pfingsten (Apg 2,1–41 EU)
  - Geburt Christi (Lk 2,1–20 EU)
  - Kreuzigung Christi (Lk 23,49–56 EU)
  - Mariae Krönung

Die Predella zeigt die Paulusbekehrung (Apg 9,1–9 ).

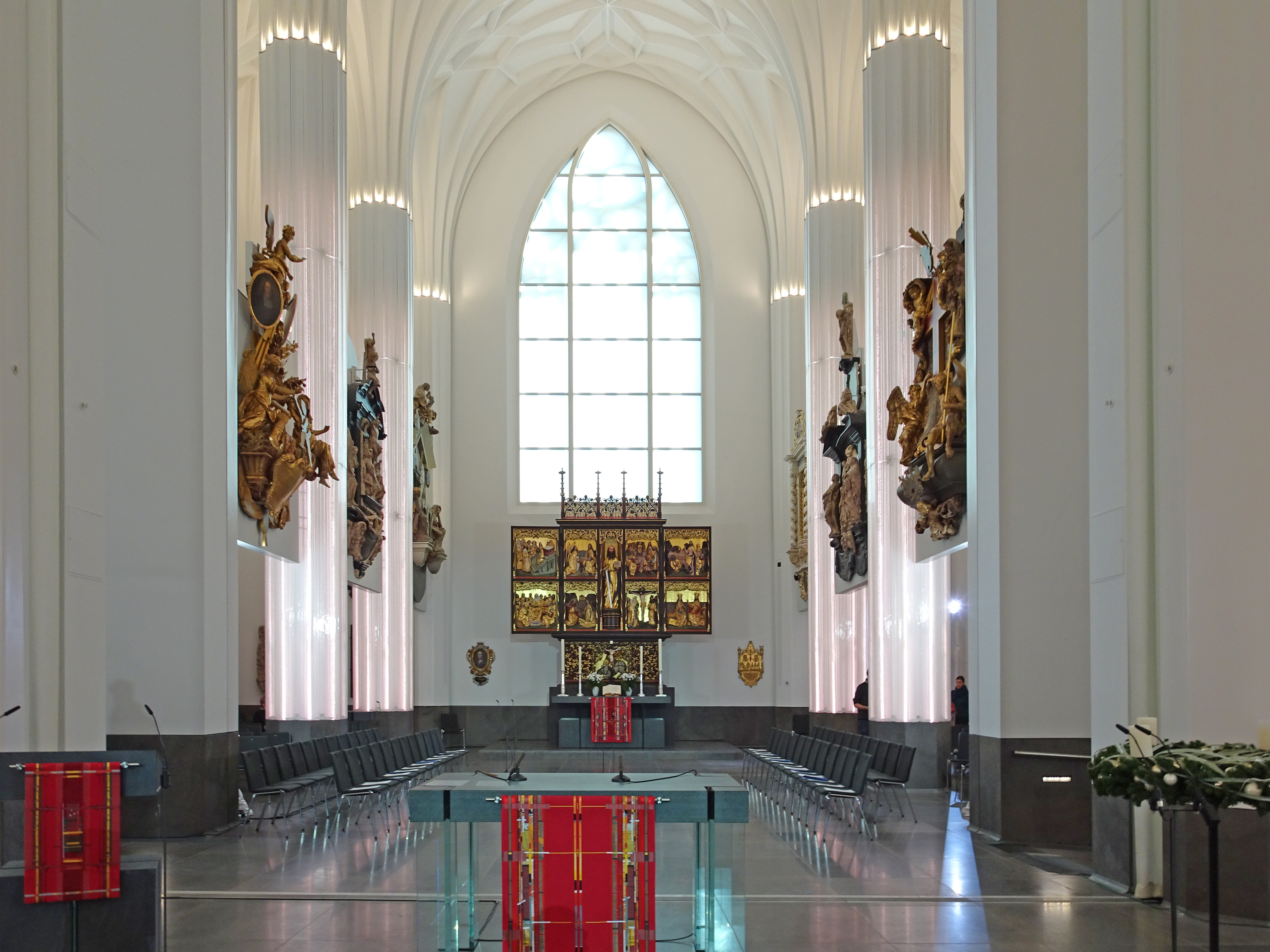
Blick in den Andachtsraum
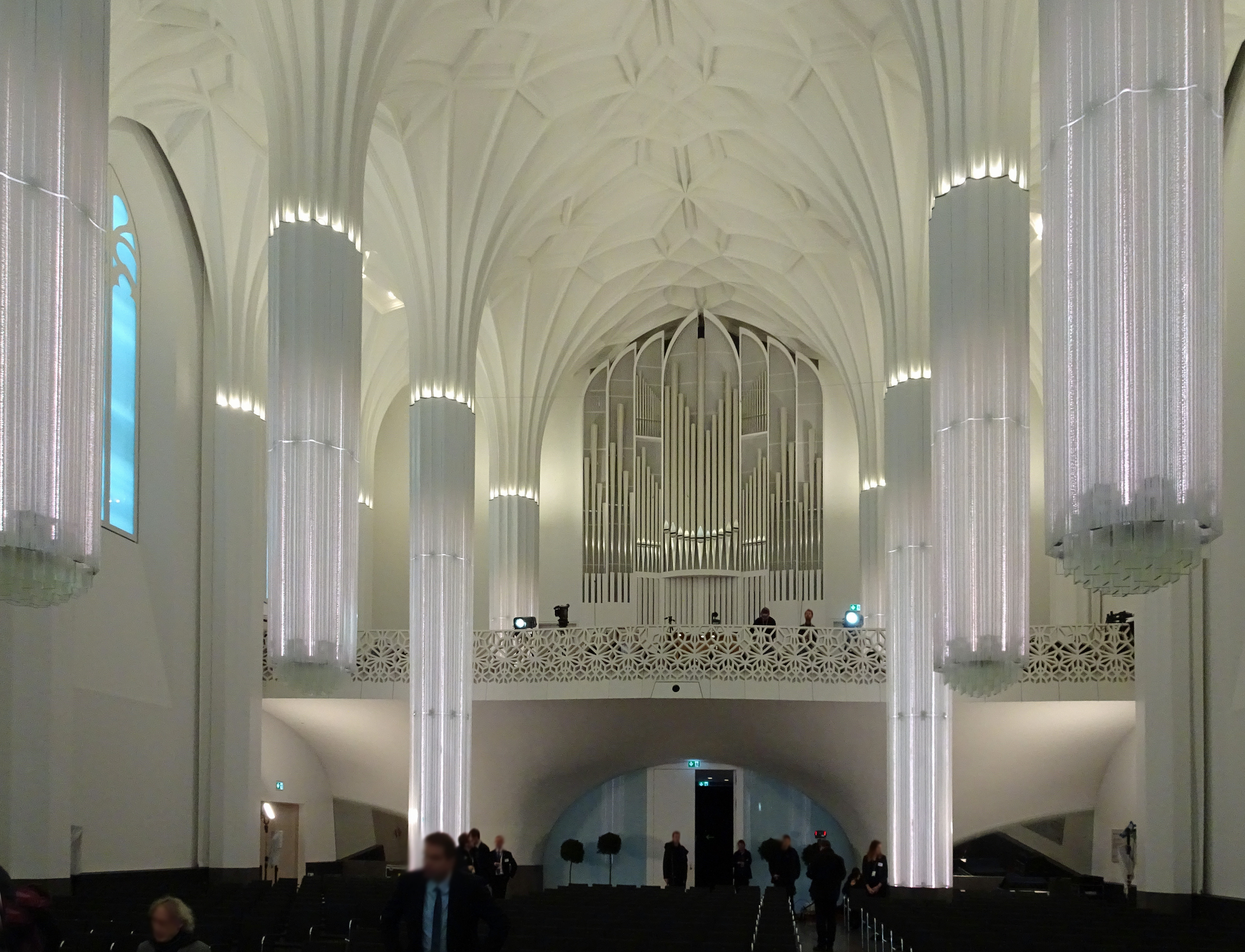
Die Aula mit Blick auf die Westempore
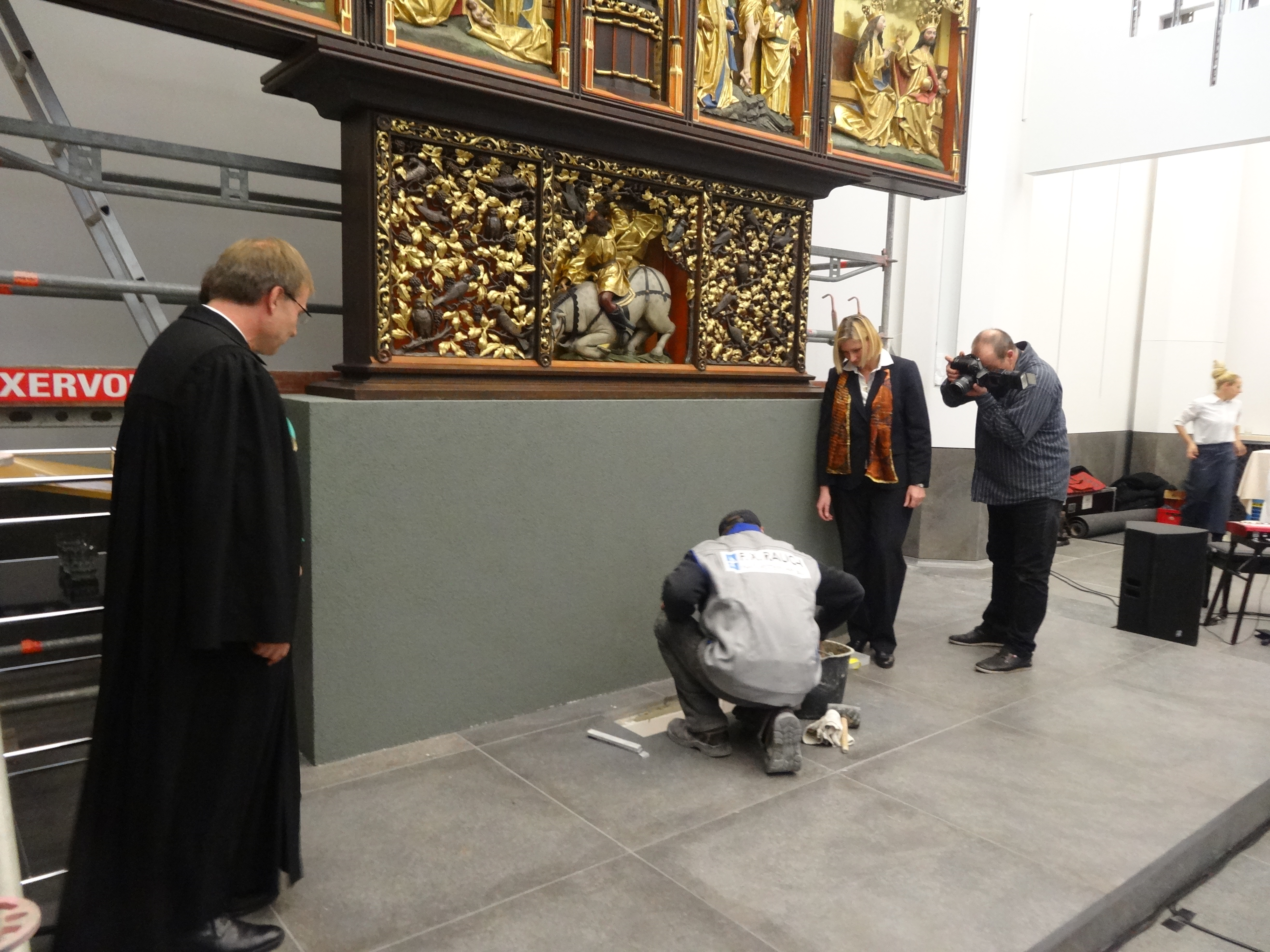
Der Grundstein wird verschlossen
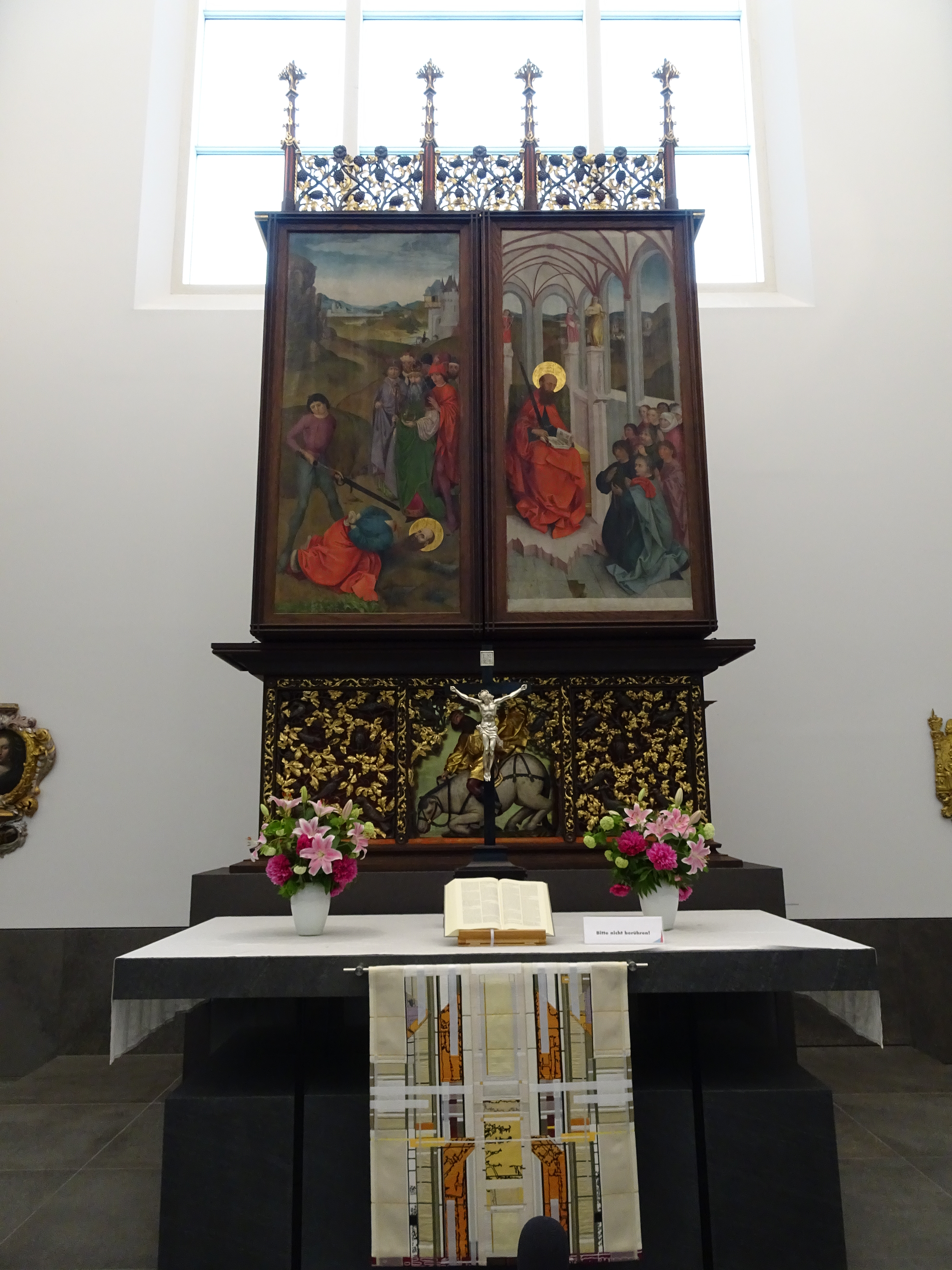
Der geschlossene Altar
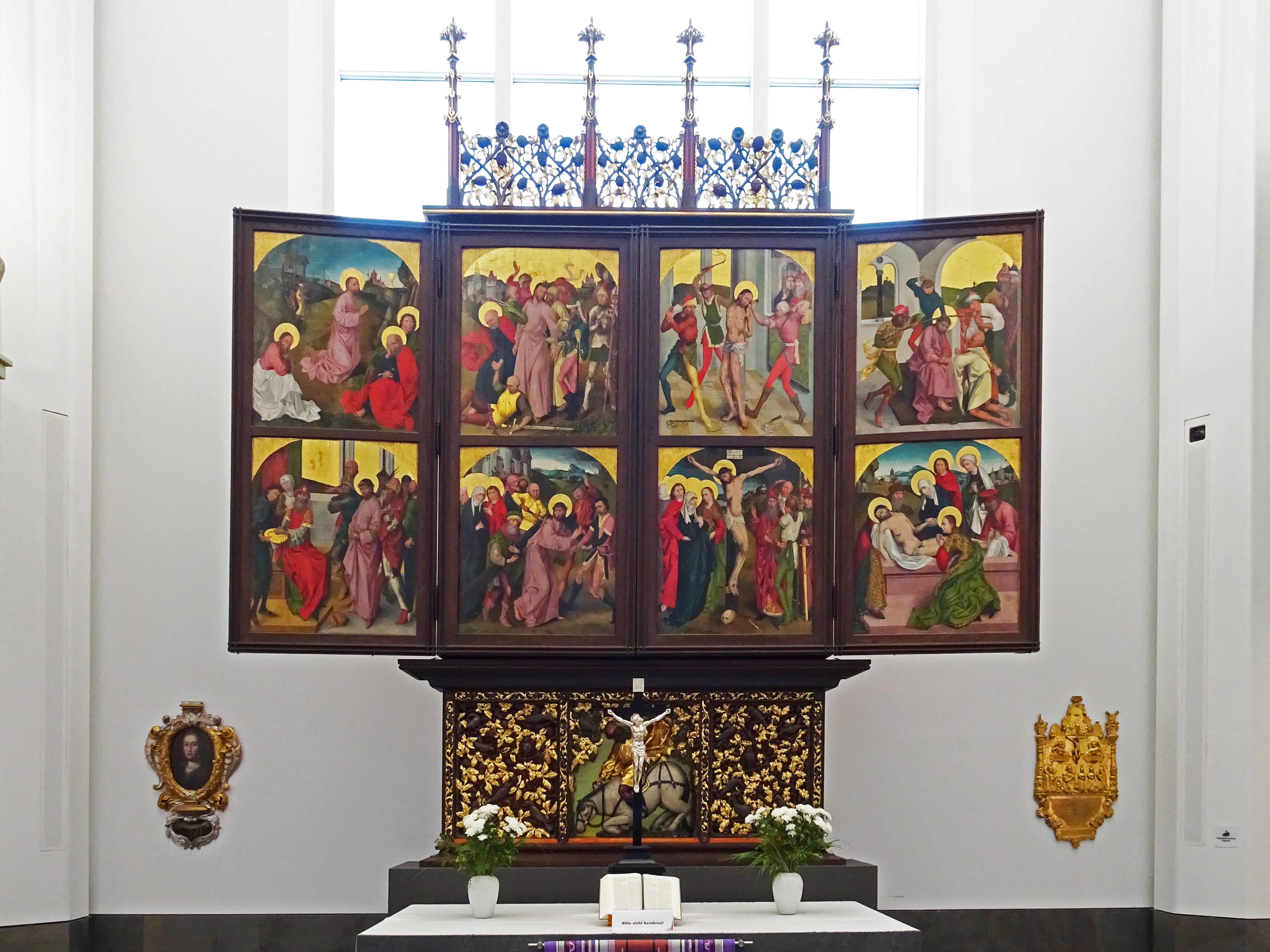
Die Passionsseite
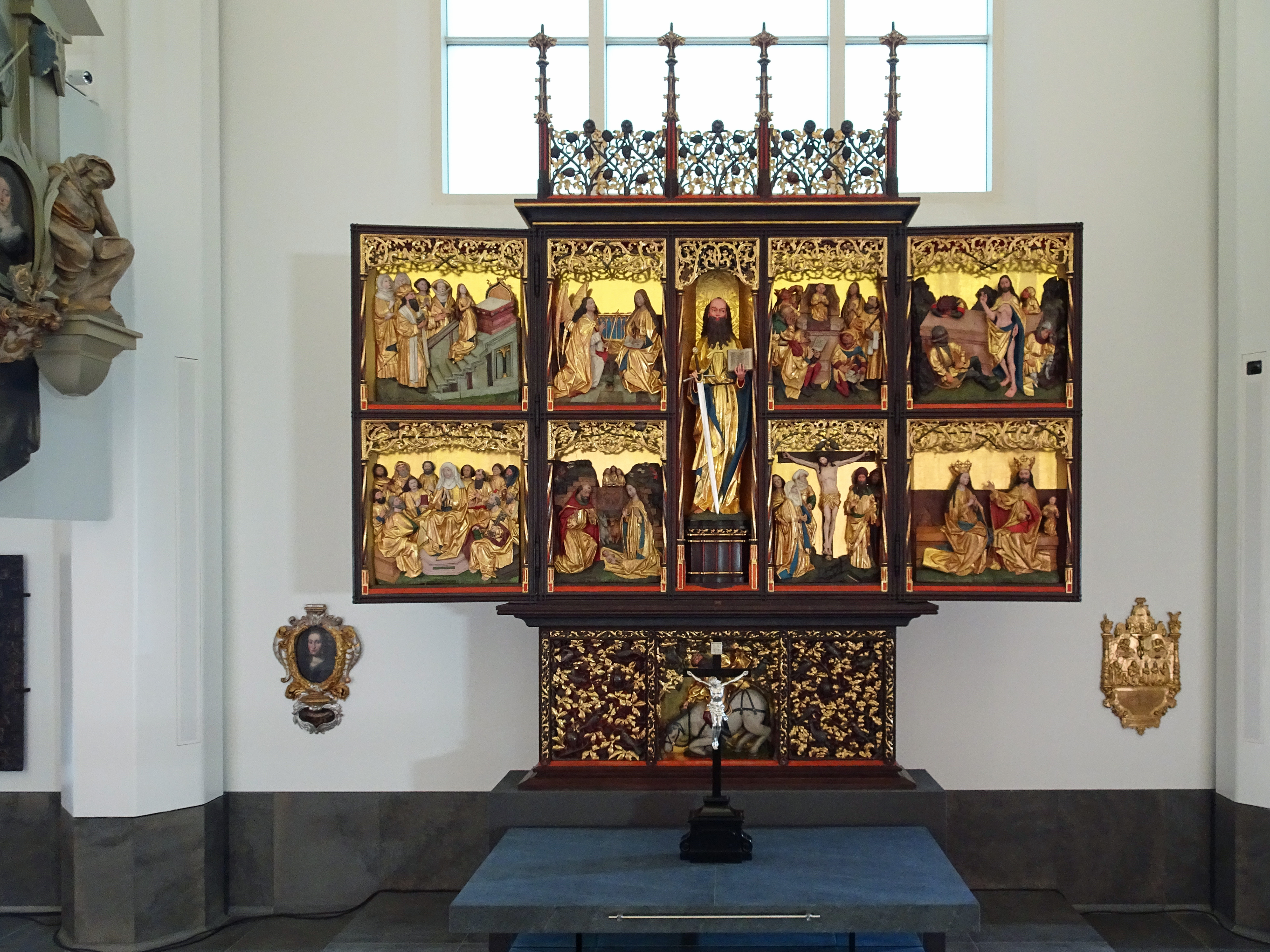
Die Festtagsseite

### Prinzipalien
Zu den Prinzipalien zählen der Altartisch, der Volksaltar, der Ambo und der Tauftisch. Diese wurden von Studierenden der Bauhaus-Universität Weimar unter Leitung von Bernd Rudolf und dem Designer Helmut Hengst entworfen.
An der Vorderseite von Altartisch, Volksaltar und Ambo kann ein Parament in der jeweiligen liturgischen Farbe befestigt werden. Die Paramente der Paulinerkirche wurden von Günter Grohs entworfen und in der Paramentenwerkstatt Kloster St. Marienberg unter Leitung von Mechthild von Veltheim gefertigt.
Es gibt sie in den liturgischen Farben Rot, Grün, Weiß und Violett.

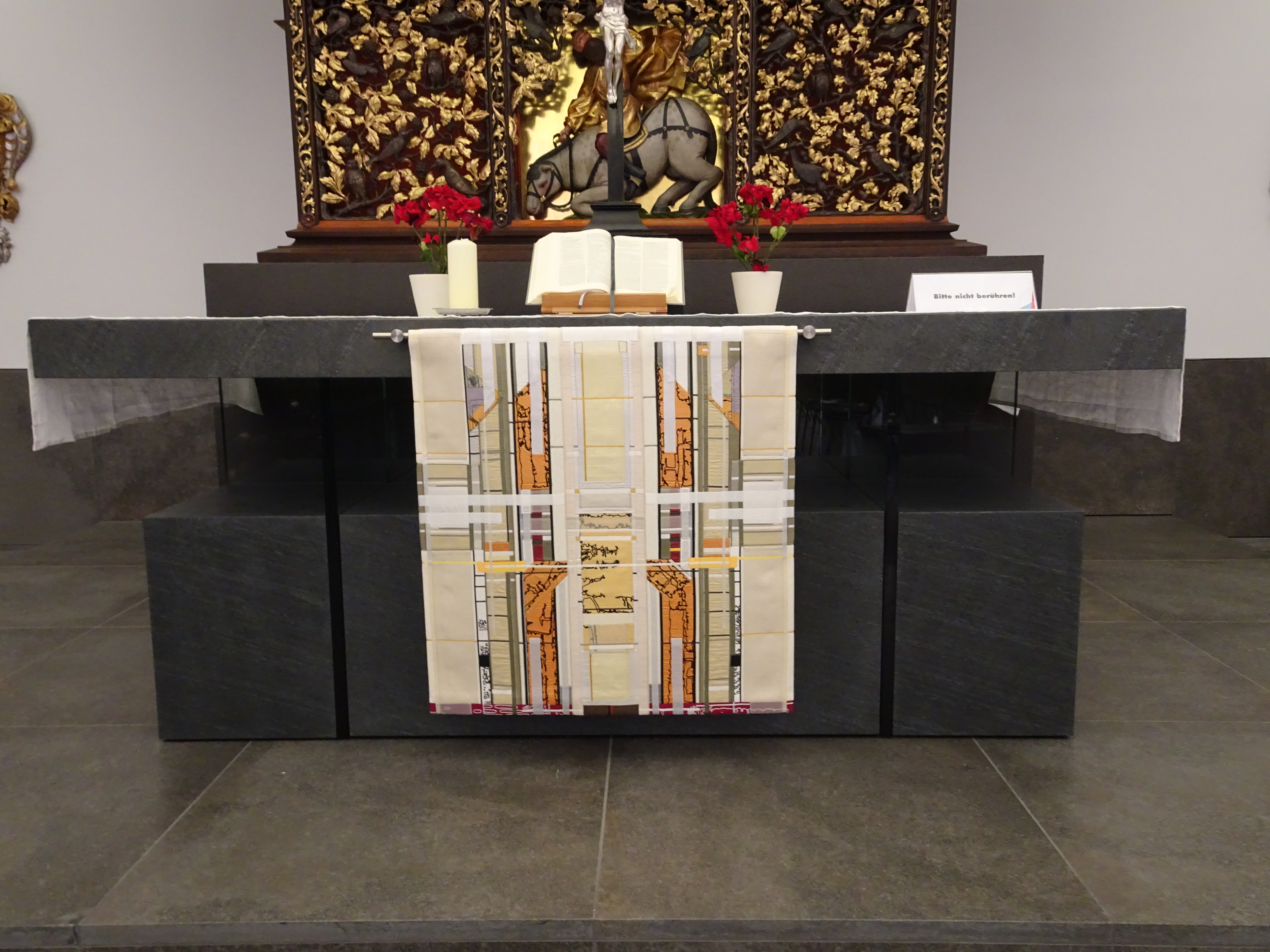
Altartisch mit weißem Parament
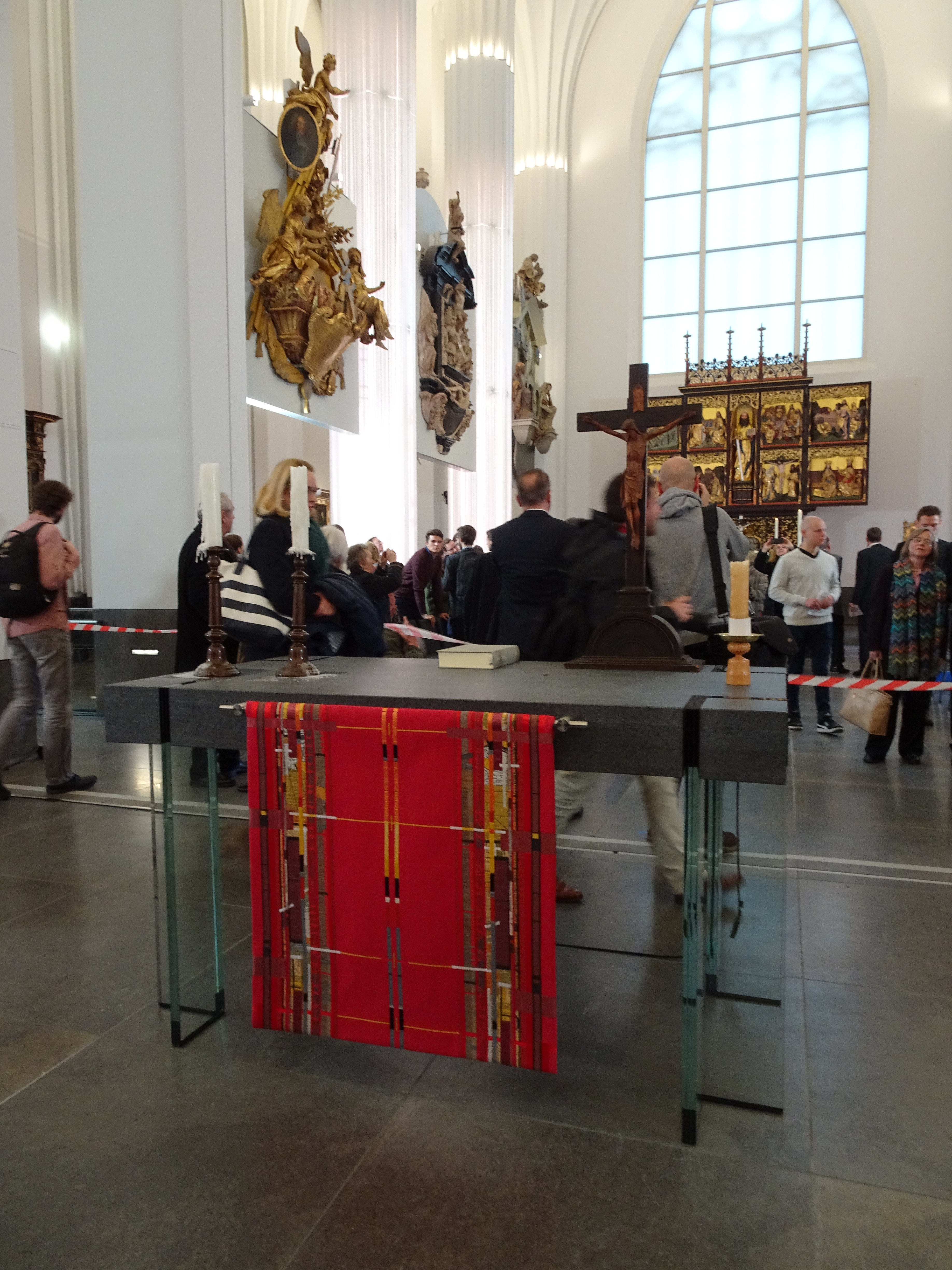
Volksaltar mit rotem Parament
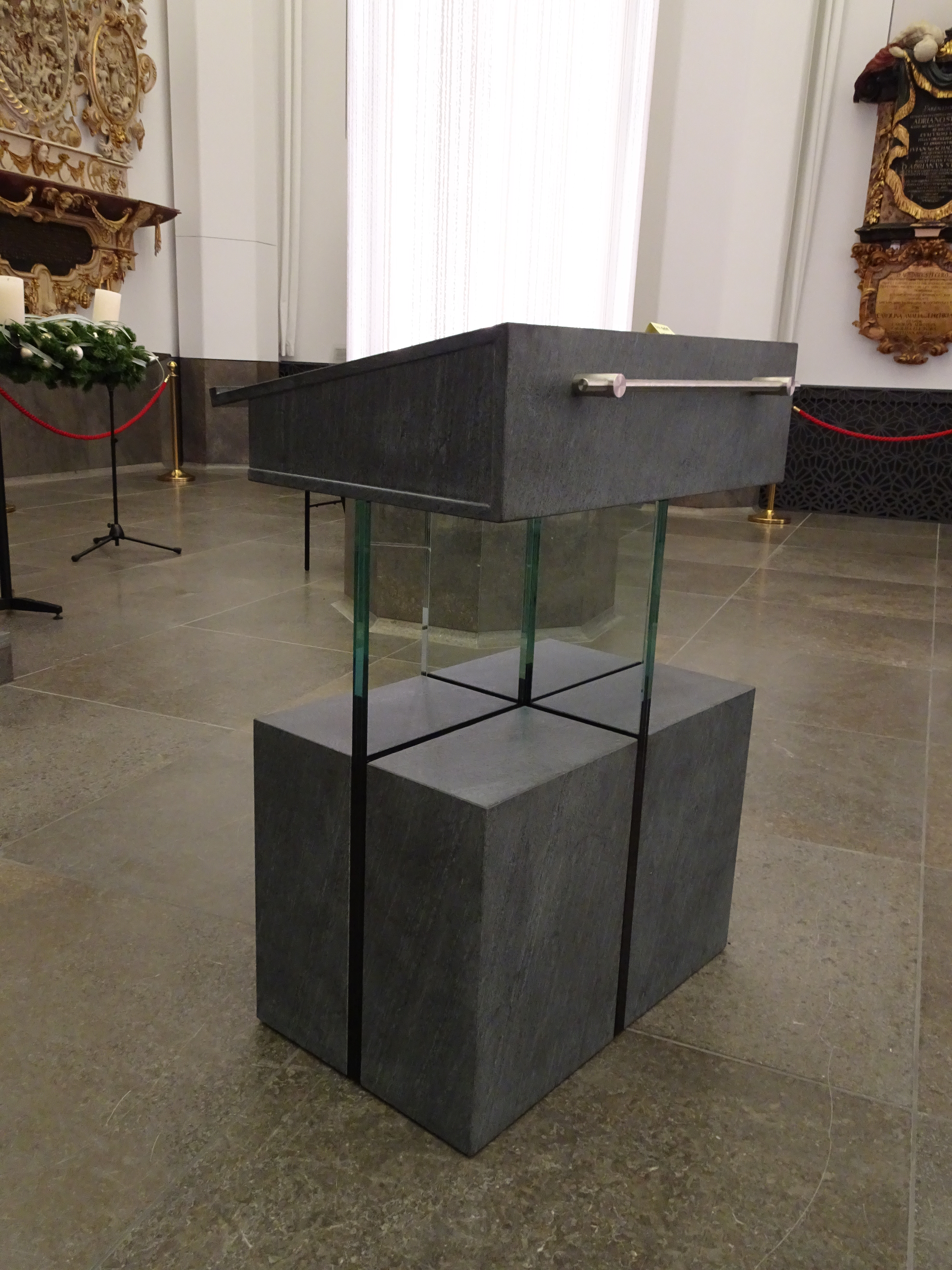
Ambo
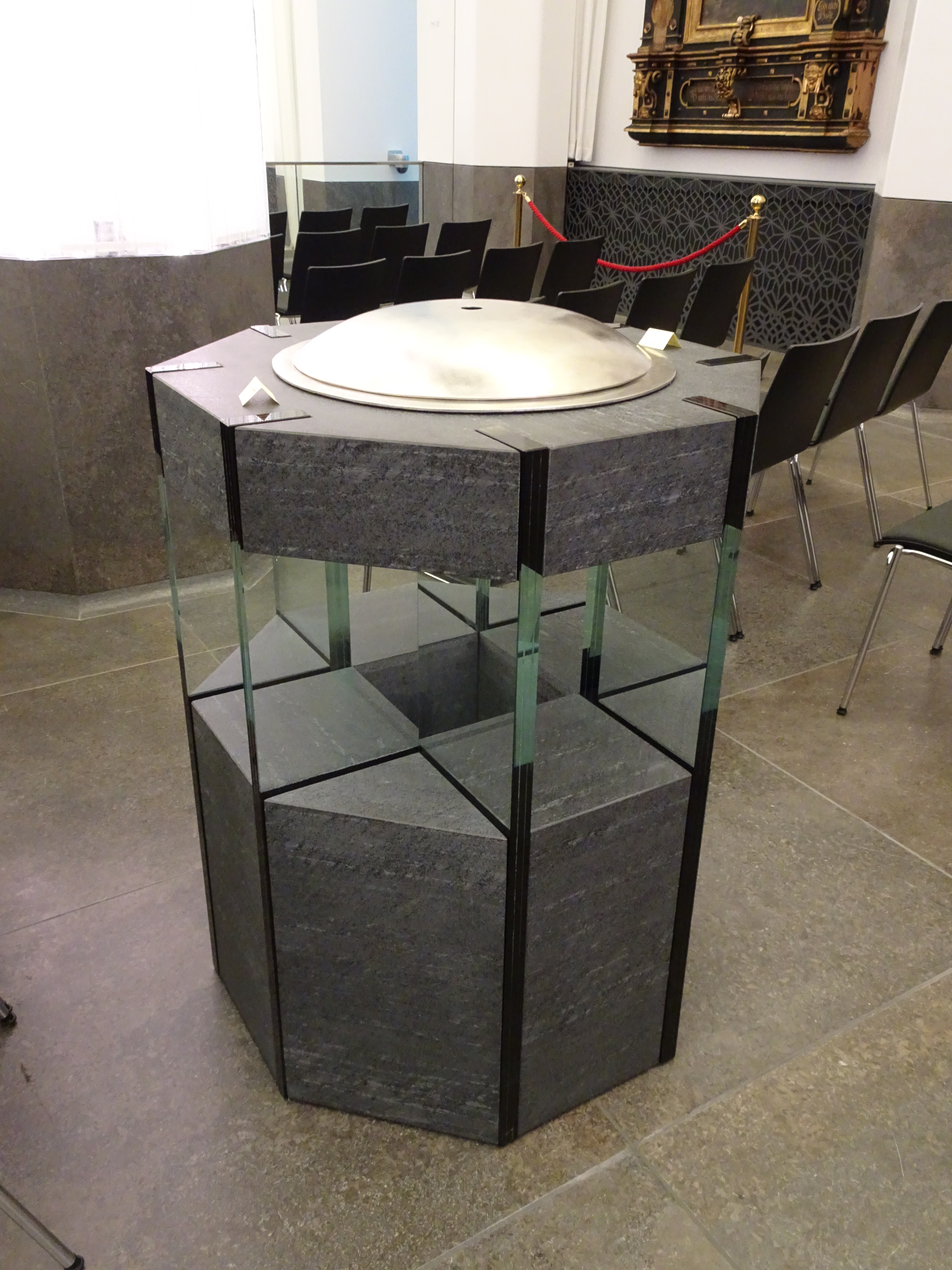
Tauftisch
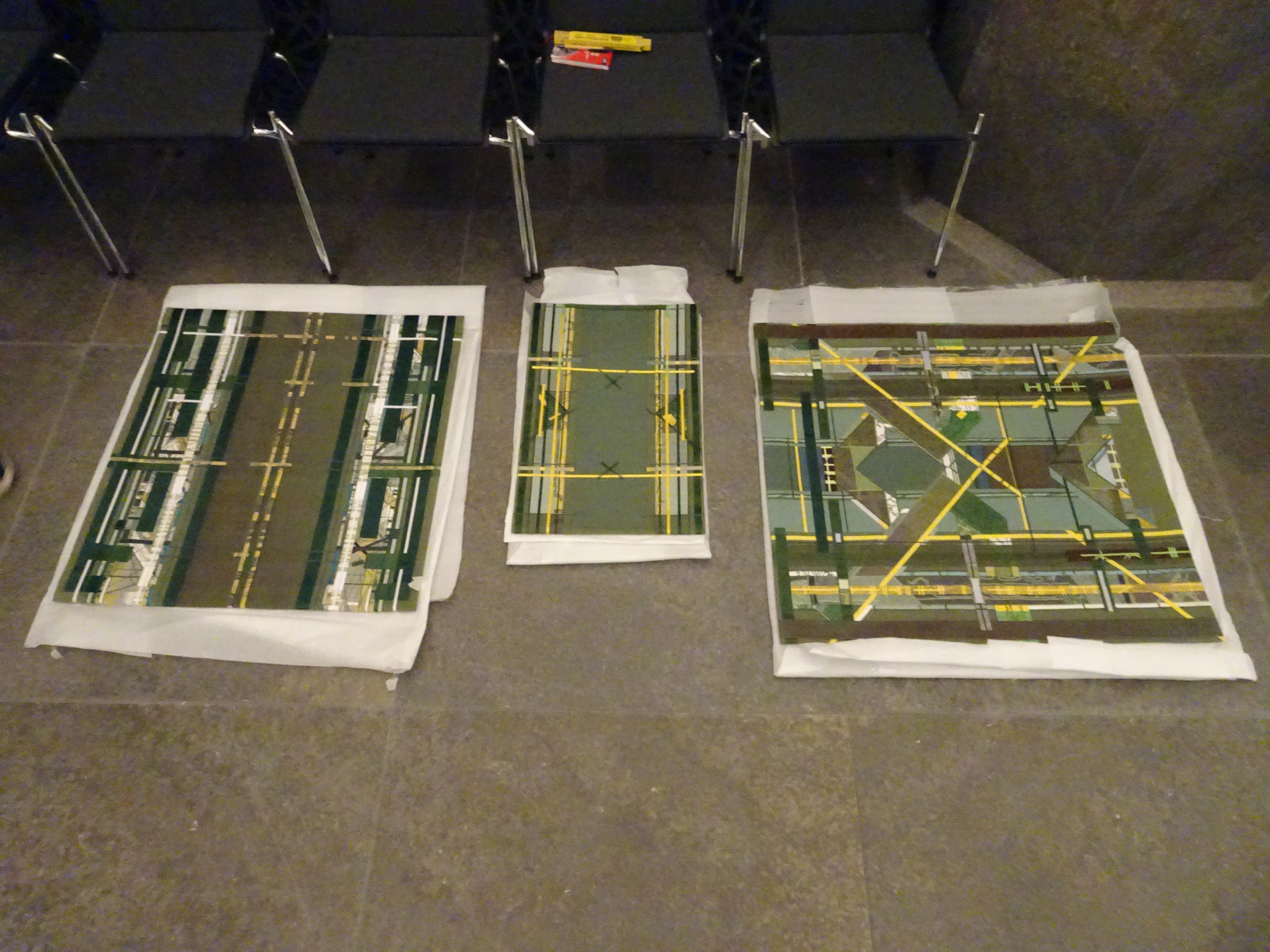
Die grünen Paramente
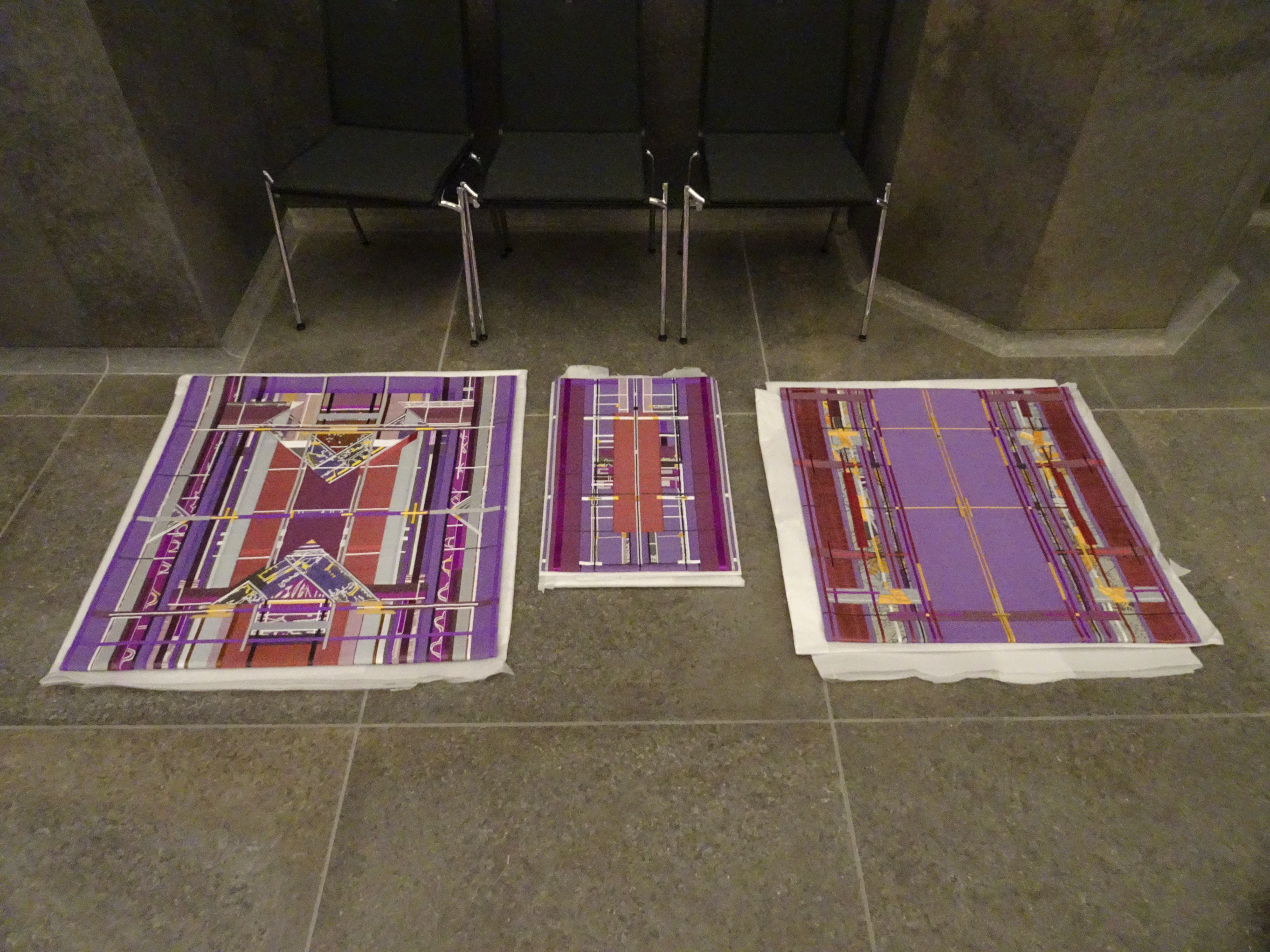
Die violetten Paramente

### Epitaphien

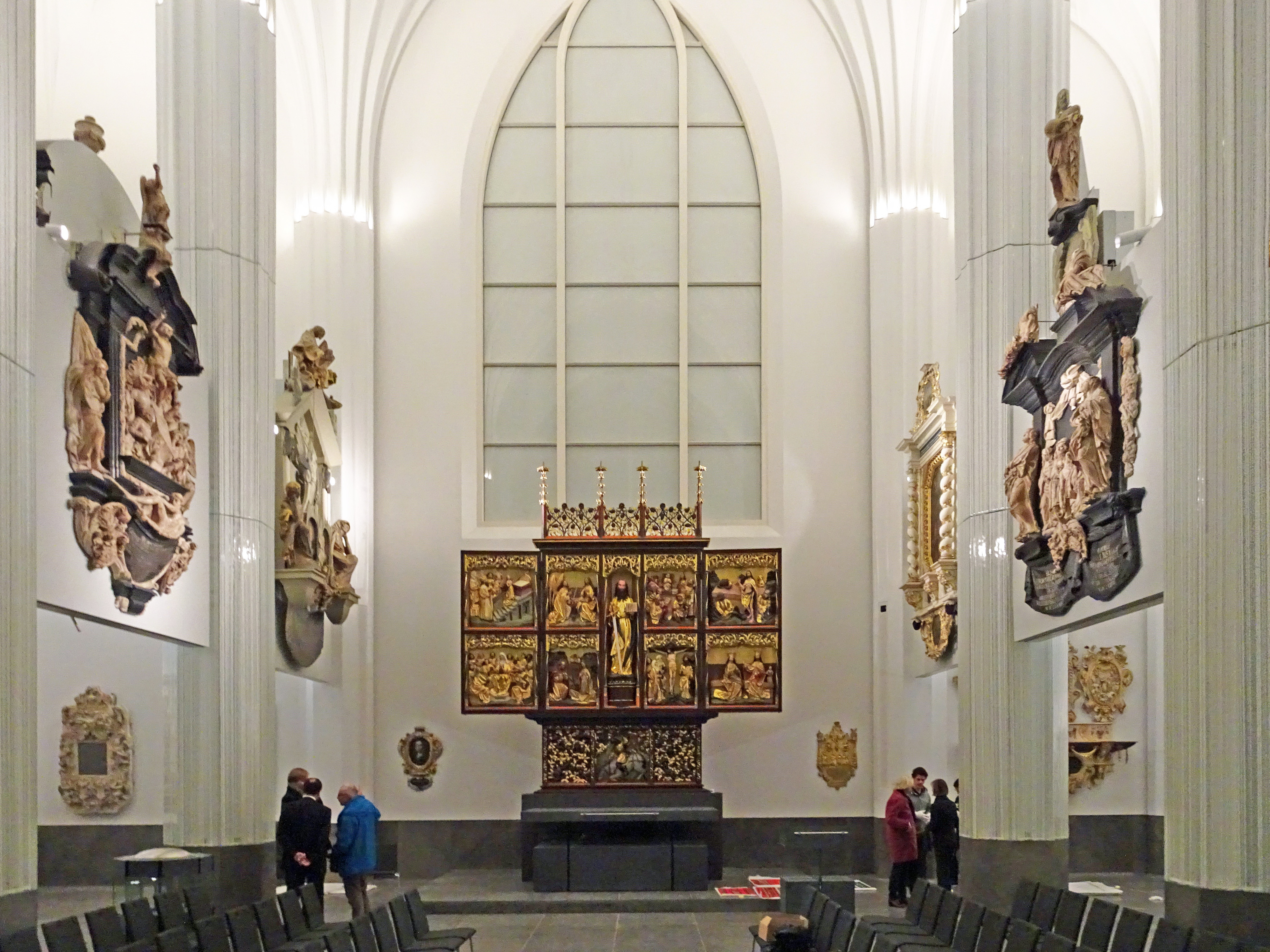
Einige der Epitaphien im Altarraum

Etwa 30 aus der alten Paulinerkirche vor der Sprengung gerettete Epitaphien haben im Altarraum einen neuen Platz gefunden.
Zu den Epitaphien siehe

### Orgeln
Positiv
In den Jahren 2008–2009 baute der Orgelbauer Wegscheider aus Dresden ein Orgelpositiv für den Andachtsraum. Das rein mechanische Instrument hat sieben Register auf einem Manual. Es ist mit einer Transponiervorrichtung für den Stimmton a1 = 415, 440 oder 465 Hz ausgestattet.

| Manualwerk C–d3 |           |       |
| 1.              | Gedackt   | 8′    |
| 2.              | Principal | 4′    |
| 3.              | Flöte     | 4′    |
| 4.              | Quinta D  | 2 ⁄3′ |
| 5.              | Octava    | 2′    |
| 6.              | Quinta    | 1 ⁄3′ |
| 7.              | Cymbel II |       |

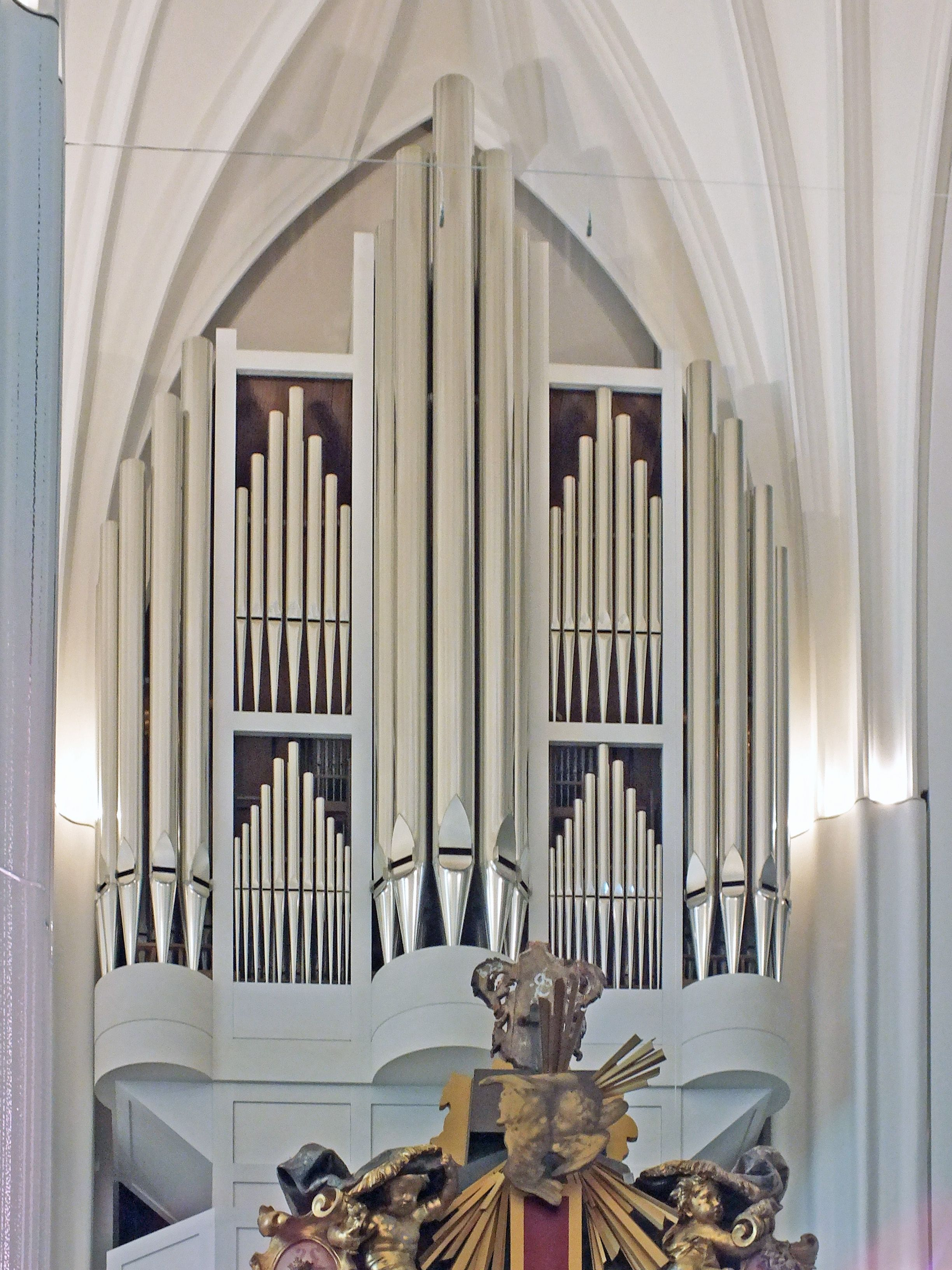
Schwalbennestorgel
2015 wurde im Andachtsraum eine Metzler-Schwalbennestorgel in einer für das 16. Jahrhundert typischen Bauform und Disposition eingebaut. Ein erster Bauabschnitt mit sieben Registern fand mit der Orgelabnahme am 27. März 2015 seinen Abschluss. Weitere Register sind zum Ausbau vorgesehen. Nach Fertigstellung soll die Orgel über 18 Register verfügen:
| I Unterwerk CDEFGA–c3 |                             |    |     |
| 1.                    | Grobgedackt                 | 8′ |     |
| 2.                    | Principal                   | 4′ | (x) |
| 3.                    | Mittel Gedackt              | 4′ |     |
| 4.                    | klein Octävelein            | 1′ |     |
| 5.                    | Zimbel II                   |    |     |
| 6.                    | gross blechen Kälber Regall | 8′ |     |

| II Oberwerk CDEFGA–c3 |                       |     |     |
| 7.                    | Gross-Principal       | 16′ | (x) |
| 8.                    | Principal             | 8′  | (x) |
| 9.                    | Rohrflöte             | 8′  | (x) |
| 10.                   | Octava                | 4′  | (x) |
| 11.                   | Quinta                | 3′  |     |
| 12.                   | Superoctava           | 2′  |     |
| 13.                   | Rauschpfeif-Zimbel II |     |     |
| 14.                   | Mixtur VII–XII        |     | (x) |

| II Regalwerk CDEFGA–c3 |                |    |     |
| 15.                    | Messing Regall | 8′ | (x) |

| Pedalwerk CDEFGA–d1 |                           |     |     |
|                     | Gross-Principal (= Nr. 7) | 16′ | (x) |
| 16.                 | Subbass                   | 16′ |     |
|                     | Principal (= Nr. 8)       | 8′  | (x) |
| 17.                 | Bauernflöte oder Cornett  | 2′  |     |
| 18.                 | Posaunen                  | 16′ |     |

- Koppeln: II/I, I/P, II/P
- Nebenregister: Tremulant (X), Vogelsang (X), Zimbelsterne
- Stimmung:
  - Stimmtonhöhe: a1 = 446 Hz bei 23 °C
  - Stimmung: mitteltönige Stimmung
- Anmerkung

(x) = 2015 (erster Bauabschnitt)
Hauptorgel

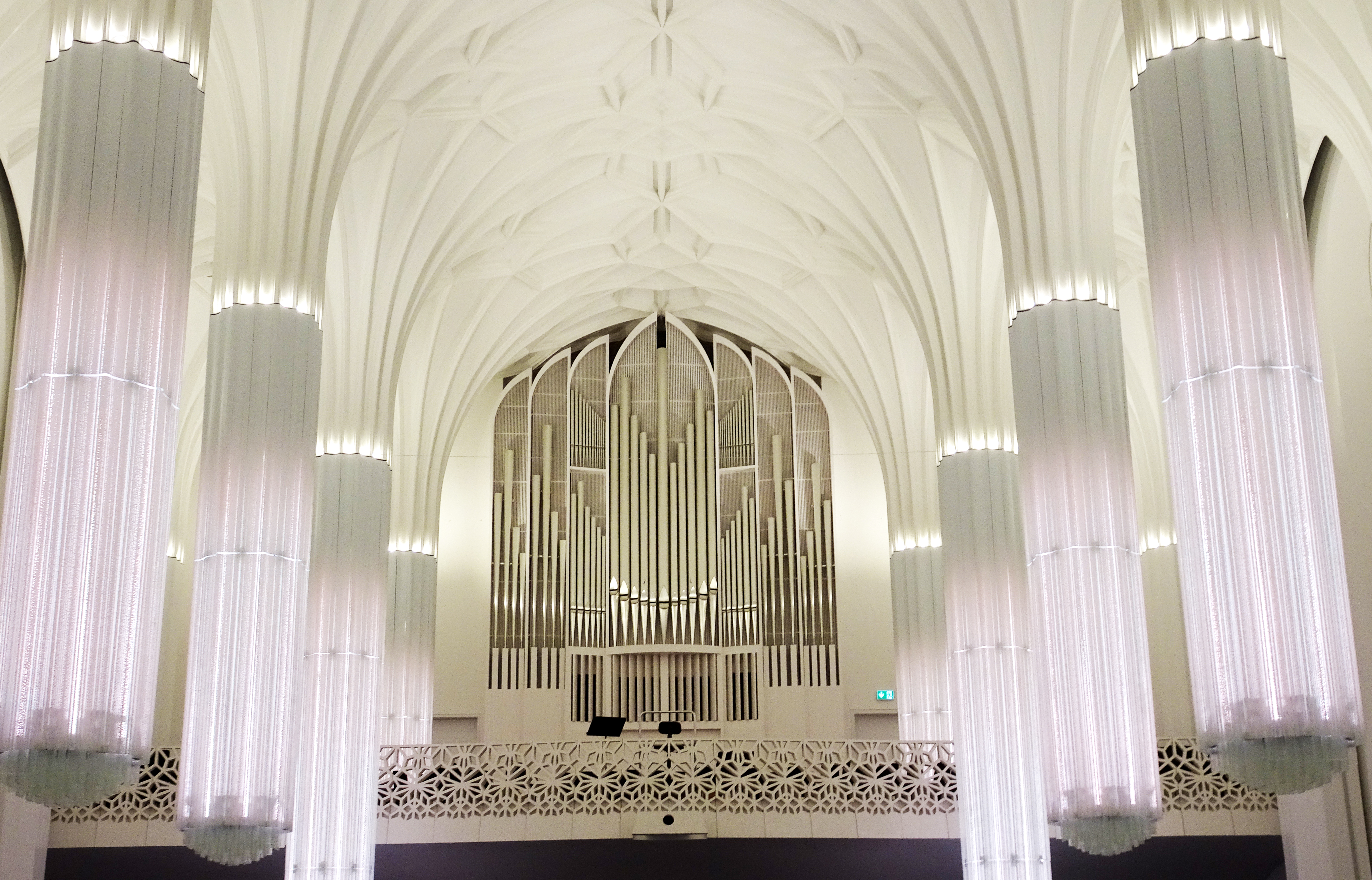
Jehmlich-Orgel

2015 wurde auf der Westempore eine dreimanualige Jehmlich-Orgel eingebaut. Die Intonation wurde am 26. Februar 2016 abgeschlossen. Die Disposition ist an die Orgel angelehnt, die Johann Scheibe 1711–1716 für die Paulinerkirche gebaut hatte. Das Gehäuse aus weiß lackiertem Nadelholz ist etwa 10 Meter hoch und fast 7 Meter breit. Die Orgel verfügt über 46 klingende Register (insgesamt 2951 Pfeifen), darunter einen Vorabzug und zwei Transmissionen und vier extendierte Register. Außerdem verfügt das Instrument über eine Transponiervorrichtung für das Brustwerk und einige Pedalregister. Das Oberwerk und das Brustwerk sind schwellbar angelegt.
| I (Schwell-)Brustwerk C–h3 |             |        |
| 1.                         | Holzgedackt | 8′     |
| 2.                         | Quintadena  | 8′     |
| 3.                         | Salicional  | 8′     |
| 4.                         | Prinzipal   | 4′     |
| 5.                         | Rohrflöte   | 4′     |
| 6.                         | Nasat       | 2 ⁄3′  |
| 7.                         | Oktave      | 2′     |
| 8.                         | Terzflöte   | 1 3⁄5′ |
| 9.                         | Larigot     | 1 ⁄3′  |
| 10.                        | Scharf IV   | 1′     |
| 11.                        | Krummhorn   | 8′     |
|                            | Tremulant   |        |

| II Hauptwerk C–h3 |                  |       |
| 12.               | Großprinzipal    | 16′   |
| 13.               | Kleinprinzipal   | 8′    |
| 14.               | Flûte allemande  | 8′    |
| 15.               | Gemshorn         | 8′    |
| 16.               | Oktave           | 4′    |
| 17.               | Spitzflöte       | 4′    |
| 18.               | Quinte           | 2 ⁄3′ |
| 19.               | Oktave           | 2′    |
| 20.               | Kornett V (ab g) | 8′    |
| 21.               | Großmixtur V     | 2′    |
| 22.               | Fagott           | 16′   |
| 23.               | Trompete         | 8′    |

| III (Schwell-)Oberwerk C–h3 |                      |     |
| 24.                         | Bordun               | 16′ |
| 25.                         | Prinzipal            | 8′  |
| 26.                         | Hohlflöte            | 8′  |
| 27.                         | Viola da gamba       | 8′  |
| 28.                         | Lamento (ab c)       | 8′  |
| 29.                         | Oktave               | 4′  |
| 30.                         | Querflöte            | 4′  |
| 31.                         | Fugara               | 4′  |
| 32.                         | Philomela            | 2′  |
| 33.                         | Piccolo (aus Nr. 33) | 1′  |
| 34.                         | Mixtur III–VI        | 2′  |
| 35.                         | Hautbois             | 8′  |
|                             | Tremulant            |     |

| Pedalwerk C–g1 |                          |     |
| 36.            | Untersatz                | 32′ |
| 37.            | Großprinzipal (= Nr. 12) | 16′ |
| 38.            | Violon                   | 16′ |
| 39.            | Subbass (Ext. Nr. 36)    | 16′ |
| 40.            | Oktave (= Nr. 12)        | 8′  |
| 41.            | Cello (Ext. Nr. 38)      | 8′  |
| 42.            | Bordun (Ext. Nr. 36)     | 8′  |
| 43.            | Weitoktave               | 4′  |
| 44.            | Posaune                  | 16′ |
| 45.            | Trompete (Ext. Nr. 44)   | 8′  |
| 46.            | Trompete                 | 4′  |
|                | Tremulant                |     |

- Koppeln: 
  - Normalkoppeln:  I/II, III/I, III/II, I/P, II/P, III/P
  - Superoktavkoppeln:  III/II, III/P
  -  Suboktavkoppeln:  III/I, III/II
- Spielhilfen:  Generalkoppel, Crescendowalze, Crescendo an, Handregister zur Walze, Koppeln aus der Walze, Tutti, Setzeranlage mit Touch-Screen-Bedienung und MIDI-Schnittstelle
- Stimmung:
  - Stimmtonhöhe: a1 = 440 Hz bei 15 °C
  - Stimmung: gleichstufige Stimmung
- Anmerkungen:

1. 1 2 3 4  Transponiervorrichtung für 415/440/465 Hz
2. ↑  Schwebend gestimmt.
3. ↑  ab g überblasend.